# Histoire de l'Iran
 (mars 2022).
Si vous disposez d'ouvrages ou d'articles de référence ou si vous connaissez des sites web de qualité traitant du thème abordé ici, merci de compléter l'article en donnant les références utiles à sa vérifiabilité et en les liant à la section « Notes et références ».

Les frontières actuelles de l'Iran

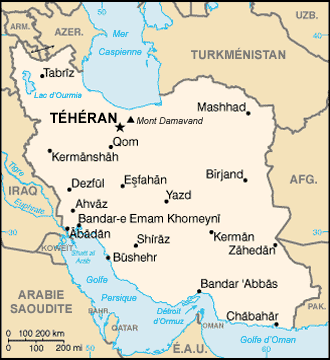
Carte basique de l'Iran (2020)

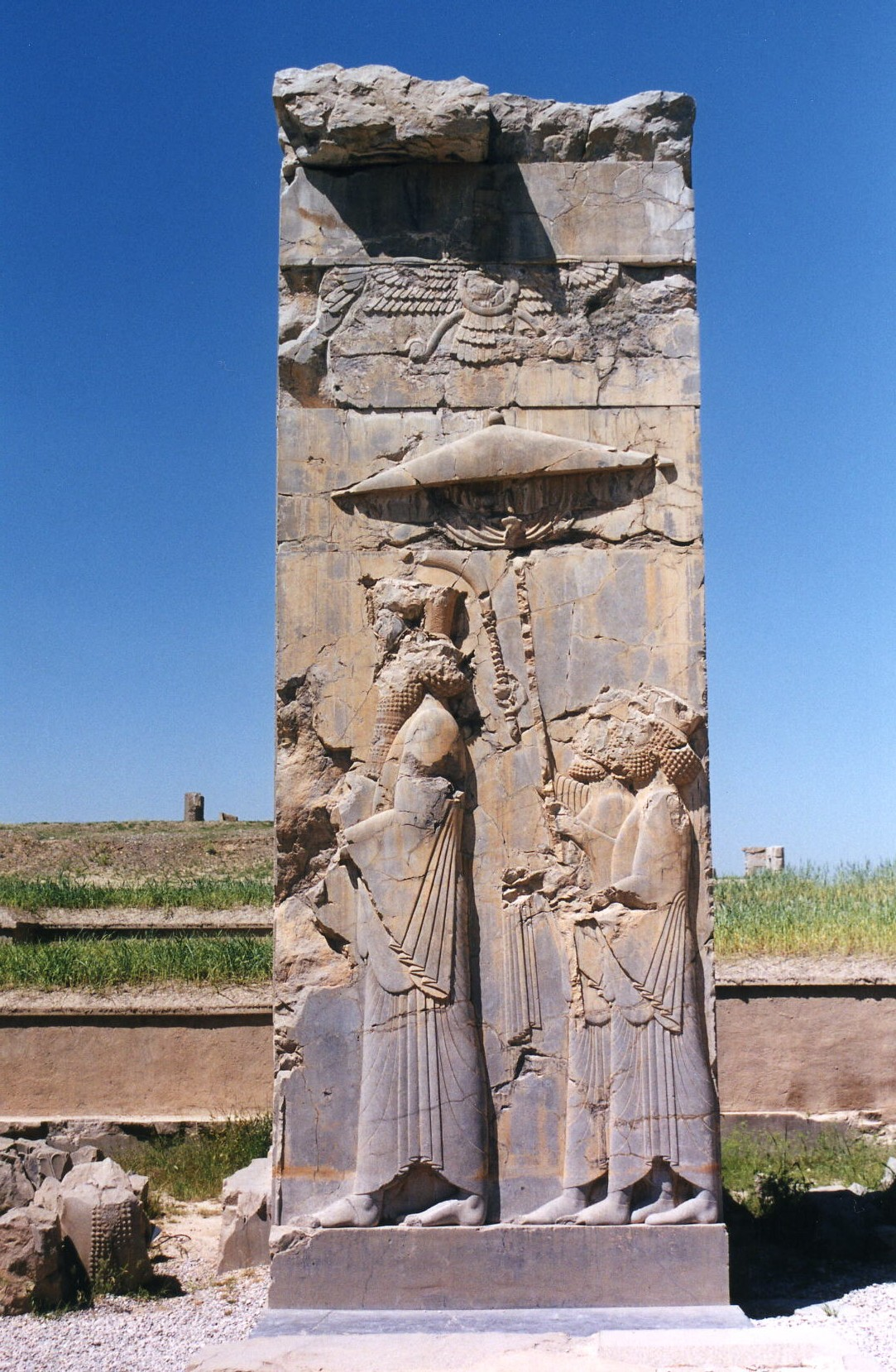
Le roi des rois Darius Ier représenté à Persépolis.

Drapeau de la dynastie séfévide à partir de 1576.

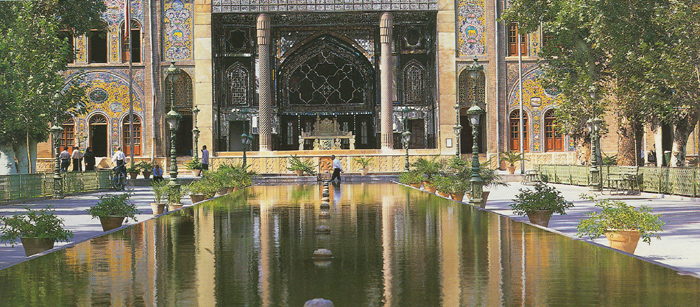
Le trône de marbre du palais du Golestan, ancien siège du gouvernement qajar à Téhéran.

L’histoire de l'Iran (ou Perse) couvre des milliers d'années, depuis les cultures antiques du plateau iranien, comme l'ancienne civilisation de Jiroft dans la province du Kerman et de Shahr-e Sokhteh (« la cité brûlée ») dans la province de Sistan-et-Baloutchistan. Ces cultures sont suivies par le royaume d'Élam, entre les actuelles provinces du Khuzistan et du Fars, par la civilisation de Lorestan et par la floraison de celle de Marlik dans la province du Gilan. Viennent encore les Mannéens, à l'origine installés au sud du lac d'Orumieh, près de l'actuelle ville de Piranshahr dans la province du Kordestan, qui se sont répandus dans l'ensemble des provinces d'Azarbaijan, puis les peuples des Mèdes et des Perses qui fondent l'empire achéménide. Enfin viennent les Parthes, les Sassanides et jusqu'à l'actuelle république islamique d'Iran.

## Préhistoire

### Paléolithique
Le territoire actuel de l'Iran a livré des vestiges d'occupation humaine et des vestiges culturels datant du Paléolithique. Des instruments de pierre du Paléolithique inférieur ont été retrouvés dans le Baloutchistan iranien. C'est dans cette région d'Iran qu'a été mise au jour une grande quantité d'outils en pierre qui sont parmi les plus anciens découverts en Iran, ayant un âge estimé à 800 000 ans. Près de Tabriz ont aussi été découverts les vestiges d'un campement de chasseurs qui daterait de cette période.
Cependant, peu de vestiges de cette époque ont été retrouvés du fait du faible nombre de prospections et de fouilles archéologiques réalisées dans la région. Dans de nombreuses régions montagneuses de l'Asie centrale, le dépôt d'importantes couches sédimentaires survenu lors des glaciations du Pléistocène supérieur (fin du Paléolithique) a également contribué à faire disparaître de nombreux sites.
Des grottes occupées pendant le Paléolithique moyen (Qaleh Bozi, Mar Tarik), ainsi que des vestiges moustériens ont aussi été découverts. Des preuves d'une occupation moustérienne ont en effet été retrouvées dans le bassin occidental de la rivière Helmand, et les archéologues espèrent en découvrir d'autres dans cette région qui s'étend jusqu'en Afghanistan. Ces vestiges font partie d'un continuum d'occupation du Moustérien ainsi que des vestiges physiques néandertaloïdes s'étendant depuis la chaîne des Tian Shan à travers l'Asie centrale et le Proche-Orient, le sud de la Russie, l'Europe orientale et occidentale ainsi que le nord de l'Afrique jusqu'à l'Atlantique.
Pendant le Paléolithique supérieur, on constate un développement des arts et l'utilisation de nouvelles méthodes du travail de la pierre dans la grotte de Yafteh du Baradostien, une culture régionale qui précède le Zarzien.

### Néolithique

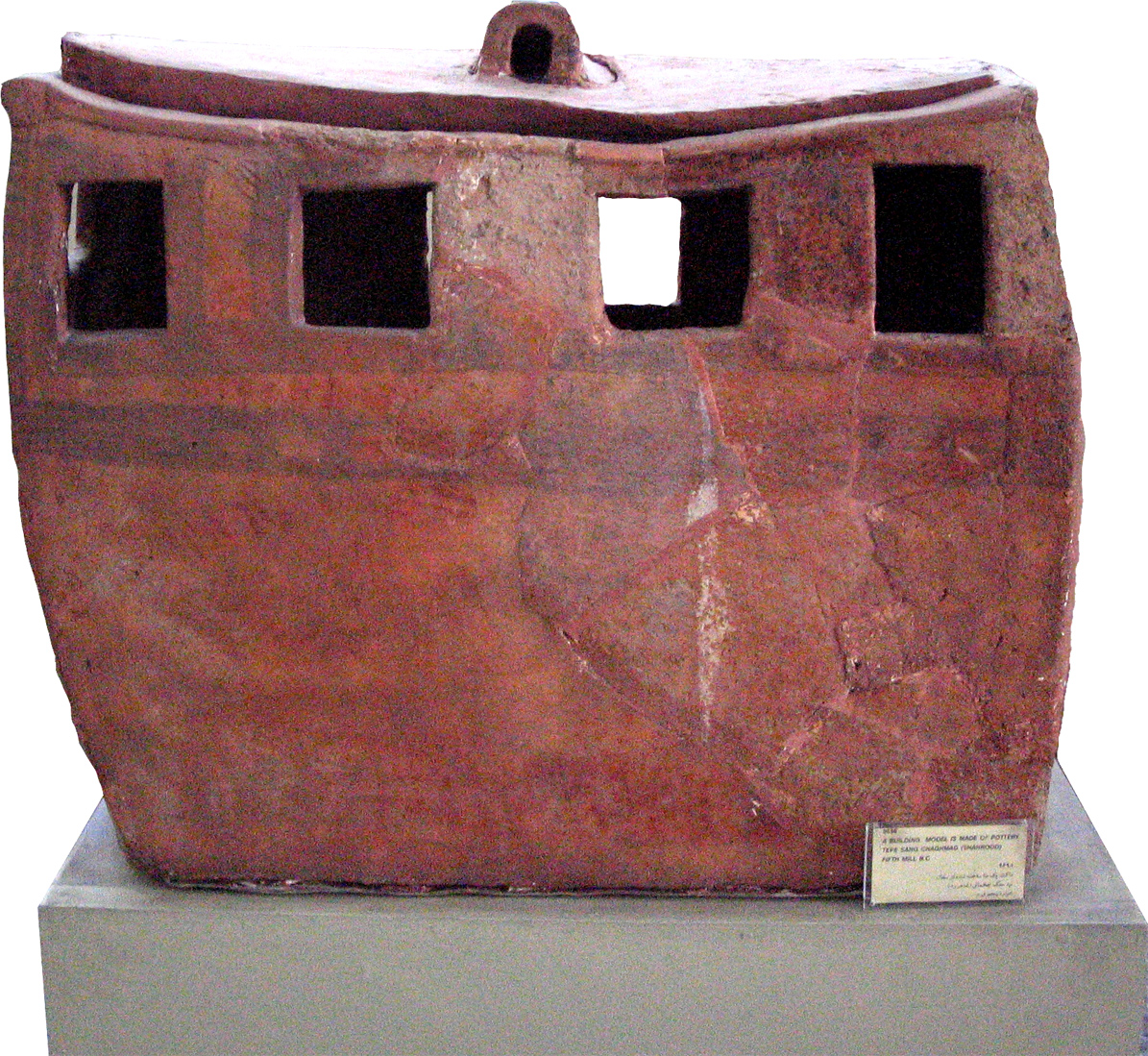
« Maquette » de bâtiment, découverte à Tepe Sang,
conservé au Musée national d'Iran.

Au nord-ouest de l'Iran, la transition vers une économie de production de biens commence durant le Mésolithique (10 000 ans av. J.-C.), puisqu'il existe un site en ayant les caractéristiques dans la région de la mer Caspienne. À Ghar-e Karmarband ont été découverts des vestiges qui prouveraient l'élevage de porcs sauvages. Parallèlement ont été découverts des restes de gazelles perses, de taureaux sauvages et de rennes. Une sépulture de petite fille a aussi été retrouvée, son corps était peint à l'ocre rouge, et elle portait des pendentifs de pierre polie, d'os et de coquillages, ainsi que des cônes d'argile qui pourraient être parmi les premiers essais d'exploitation de ce matériau, ce qui amènerait plus tard à la poterie. Pendant cette période commencent les premières tentatives de domestication des ovins. Ce processus, commencé pendant le Mésolithique, se serait terminé au début du Néolithique.
Au cours du Néolithique débute le processus de sédentarisation, de production stable d'aliments à travers le développement de l'agriculture et de l'élevage, ainsi que la mise en place de routes commerciales (sur de courtes distances) entre des communautés relativement proches. La société et les arts se développent de façon de plus en plus complexe. L'évolution vers une économie néolithique peut être observée en Iran occidental, dans les monts Zagros avec notamment le site de Ganj Dareh daté entre 10 000 et 9 700 ans, qui donne les premières preuves de domestication de chèvres à partir de 9 900 ans, et au nord de l'Irak, par exemple avec le site de Jarmo.
L'entrée dans le Néolithique est datée en Iran entre le VIIe et le VIe millénaire av. J.-C. Turang Tepe et Yarim Tepe fournissent les preuves que la vallée de Gorgan possédait des centres d'agriculture au VIe millénaire av. J.-C., ainsi que des habitations faites en brique de deux types différents : certaines avec un foyer en hauteur et des murs recouverts de fumée, d'autres sans espaces pour le feu, plus petites avec un sol péniblement rendu lisse. Des figurines d'argile très stylisées ont été découvertes dans ce dernier type d'habitations, ainsi que des ornements d'os et d'obsidienne. Ces cultures auraient eu des contacts étroits avec leurs voisines de Yarim Tepe, Jeitun (sud du Turkménistan) et Tepe Sialk II (près de Kashan au centre de l'Iran), situées à l'extérieur de la vallée de Gorgan.

## Protohistoire

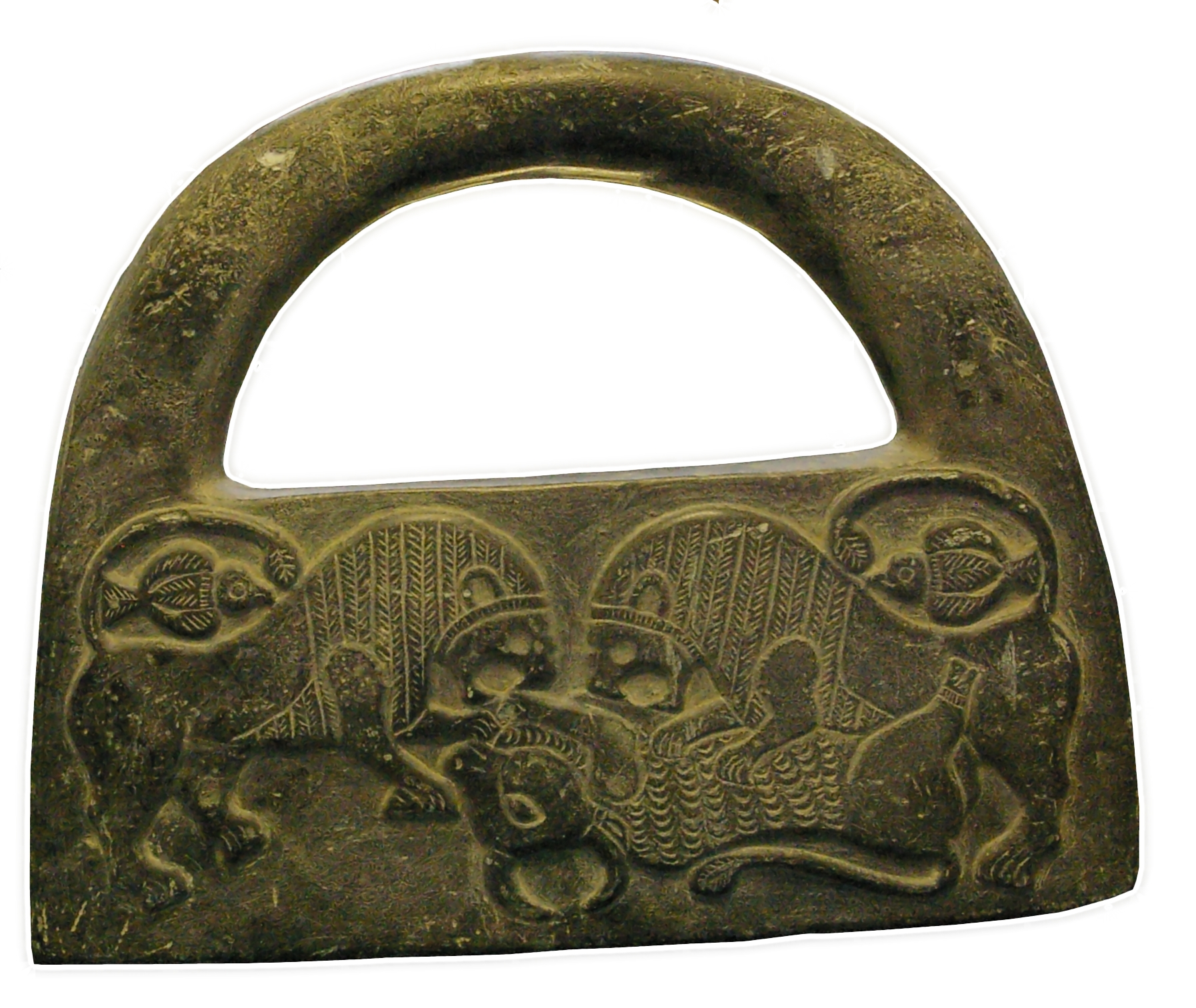
Poids en pierre trouvé dans la région de Jiroft. Daté du Conservé au musée de l'Azerbaïdjan, Tabriz.

L'Âge du cuivre, caractérisé par l'apparition d'éléments de cuivre et de céramiques peintes en Susiane (Sud-ouest de l'Iran, sur le territoire de l'actuel Khouzistan) et à Sialk (centre de l'Iran), s'étend en Iran tout au long du IVe millénaire av. J.-C., comme le montrent des restes archéologiques parmi lesquels on trouve des céramiques ayant des formes animales ou abstraites de grande qualité ; certaines de ces pièces avaient apparemment un usage rituel. Les routes commerciales s'étendent à cette époque et des installations urbaines commencent à surgir, dans un processus régional qui se déroule entre l'Anatolie, la Mésopotamie, le Complexe archéologique bactro-margien et la civilisation de la vallée de l'Indus.
Les archéologues commencent à peine à connaître les origines des civilisations installées sur cette terre comme la civilisation de Jiroft datant d'il y a 5 000 ans. Elle est voisine de la civilisation proto-élamite, centrée sur Anshan (Tell-e Malyan), actuellement dans le Fars, dont l'écriture particulière (peut-être attribuable en fait à la civilisation de Jiroft) est attestée à Tepe Yahya dans le Fars, Tepe Sialk, Tepe Ozbaki (près de Téhéran), et même à Shahr-e Sokhteh dans le Séistan.
Les Sumériens sont aussi opposés au royaume d'Aratta, qui apparaît dans plusieurs légendes mettant en scène les rois d'Uruk, préfigurant les conflits des périodes historiques entre l'Élam et les royaumes mésopotamiens.

## Antiquité

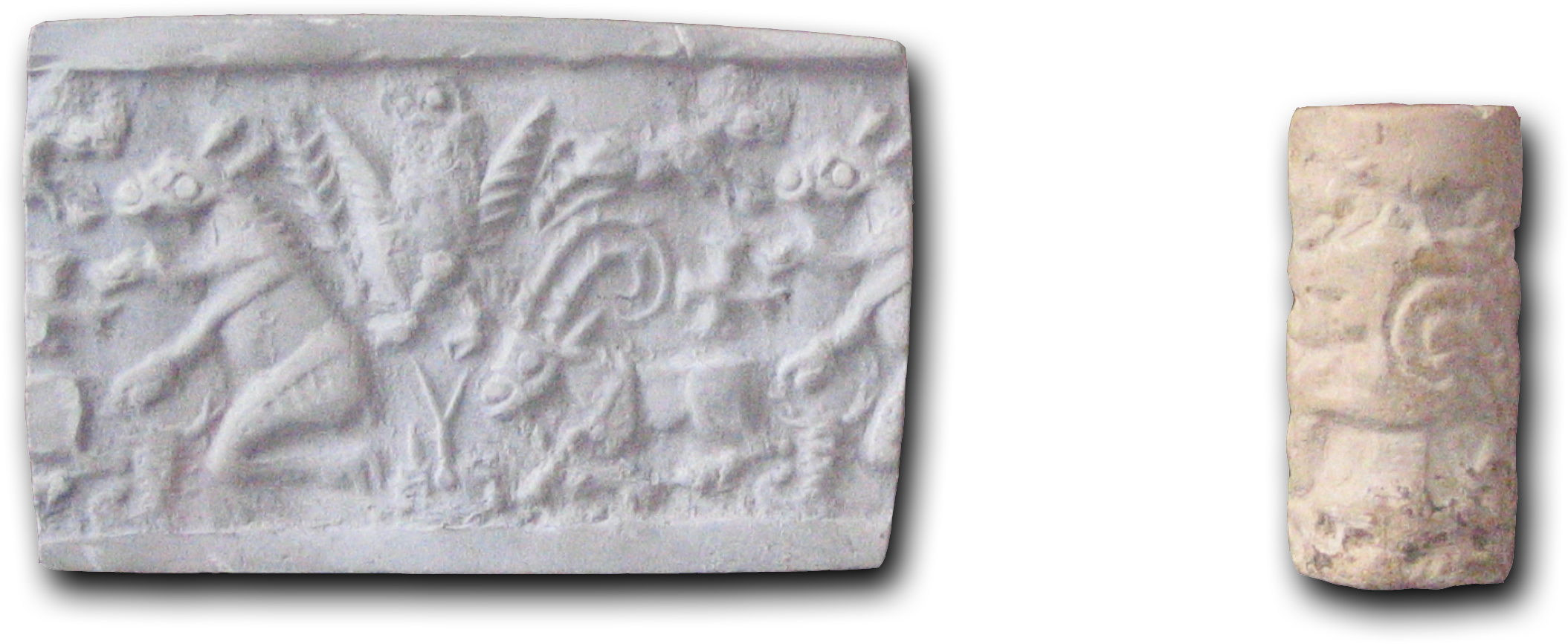
Sceaux découverts à Suse datant du Conservés au Musée national d'Iran.

L'Iran entre dans l'histoire avec le royaume élamite, successeur de la période proto-élamite (dont l'écriture n'est toujours pas comprise), qui atteste d'une très grande longévité, puisque c'est une puissance notable de la fin du IIIe millénaire, jusqu'au milieu du Ier millénaire, quand son héritage est repris par l'Empire perse naissant. Le royaume élamite est centré sur les villes d'Anshan (Tell-e Malyan) dans le Fars, en pays proprement élamite, et Suse, qui est à la jonction entre les zones élamite et mésopotamienne, et sert de lien entre les deux. Ses souverains ont laissé des inscriptions dans les langues mésopotamiennes (sumérien et akkadien, écrits cunéiformes), mais ils ont aussi adapté l'écriture cunéiforme à leur langue dès le XXIVe siècle av. J.-C. au moins. L'apogée de ce royaume est le IIe millénaire av. J.-C., notamment aux XVIIIe et XIIe siècles av. J.-C., quand certains de ses rois réussissent à dominer temporairement la Mésopotamie (nominalement ou effectivement). D'autres royaumes iraniens sont connus par les sources mésopotamiennes, en plus d'Aratta mentionnée plus haut : Awan, Simashki, et Zabshali, liés à l'Élam, Hamazi dans le Zagros occidental et Marhashi, situé plus à l'est.
C'est au cours du IIe millénaire av. J.-C. (la date précise est encore débattue) qu'arrivent sur le plateau iranien divers peuples, provenant d'Asie centrale. Ces peuples iraniens parlaient une variété de dialectes du vieux-perse, une des langues iraniennes appartenant à la famille des langues indo-européennes, apparentées à l'avestique et au sanskrit védique.
Au milieu du VIIe siècle av. J.-C., un groupe de tribus iraniennes identifiées comme les Mèdes, établis au nord et au nord-ouest de l'Iran, se libère du joug assyrien et établit son pouvoir sur la région. À la fin de ce même siècle, les Mèdes, alliés aux Babyloniens, se libèrent définitivement du pouvoir assyrien en prenant Ninive en 612 av. J.-C.. C'est à la même période qu'apparaissent les premières sources mentionnant le Perse Cyrus Ier, roi d'Anshan, petit-fils d'Achéménès, fondateur de la dynastie des Achéménides.
C'est donc un autre peuple iranien, les Perses, installé à la fin du IIe millénaire av. J.-C. dans le territoire du Pars (autour de l'actuelle Shiraz), qui donne naissance au premier vrai empire iranien en 559  av. J.-C., celui des Achéménides.

### Empire achéménide (de -680 à -330)

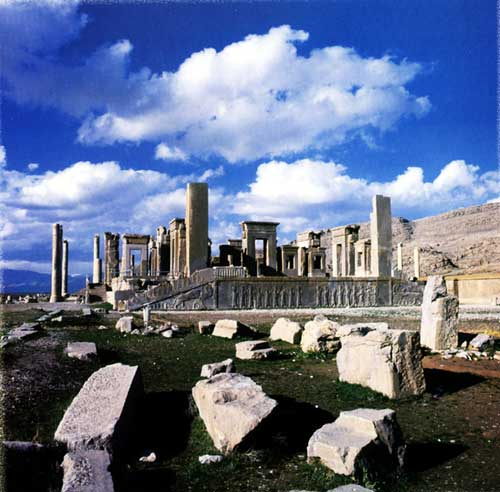
Les ruines des palais des Achéménides, Persépolis.

L'empire achéménide (vieux perse: Hakhamanishiya) est le premier grand empire perse. La légende dit que la dynastie fut fondée par Achéménès, auquel succéda son fils Teispès qui prend le titre de Roi d'Anshan après avoir pris la ville aux élamites. Ses deux fils, Cyrus Ier Roi d'Anshan et Ariaramnès, roi du Pars. C'est Cyrus II qui, le premier réunit les deux royaumes et créa alors l'Empire perse. Au sommet de sa puissance, sous le règne de Darius Ier dit le Grand, au Ve siècle av. J.-C., les souverains achéménides de la Perse régnaient sur les territoires actuels de l'Iran, l'Irak, l'Arménie, l'Afghanistan, la Turquie, la Bulgarie, les parties orientales de la Grèce, l'Égypte et la Syrie et la plupart de ce qui est maintenant le Pakistan, la Jordanie, Israël, la Palestine, le Liban, le Caucase, l'Asie centrale, la Libye et le nord de la péninsule arabique. Cet empire fut certainement le plus large empire de l'Antiquité.

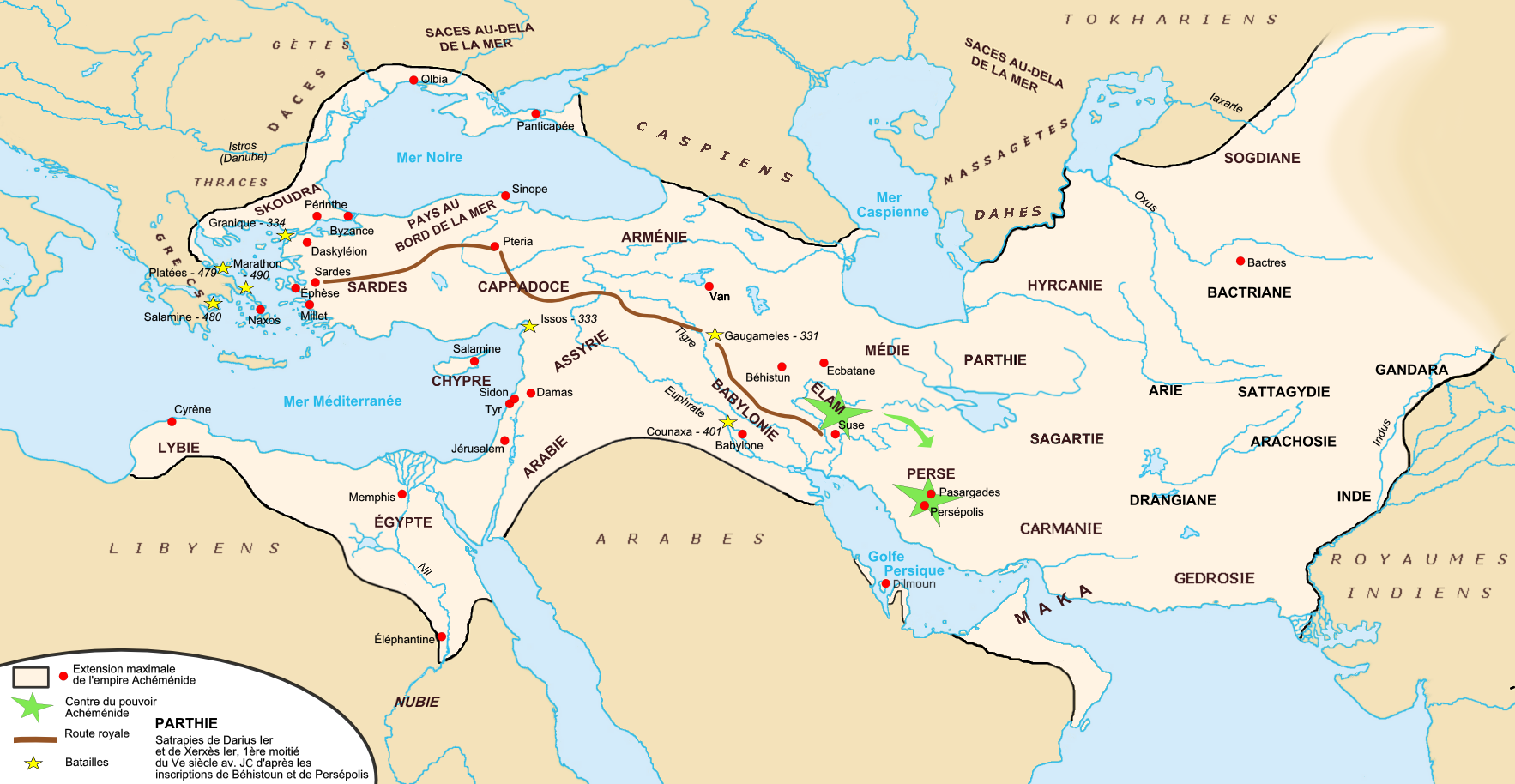
Empire achéménide lors de son extension maximale, vers

Les Achéménides étaient des despotes éclairés qui purent construire un empire de cette taille en laissant une certaine autonomie aux satrapies toutes reliées entre elles par un immense réseau routier. Les historiens attribuent la première déclaration des droits de l'Homme à Cyrus II, qui l'inscrivit sur le cylindre de Cyrus.
Cet empire était en guerre contre les Grecs, et c'est à partir du règne de Xerxès Ier que commença son déclin. L'empire fut finalement conquis par Alexandre le Grand en 330 av. J.-C.

### Les Séleucides (de -312 à -248)

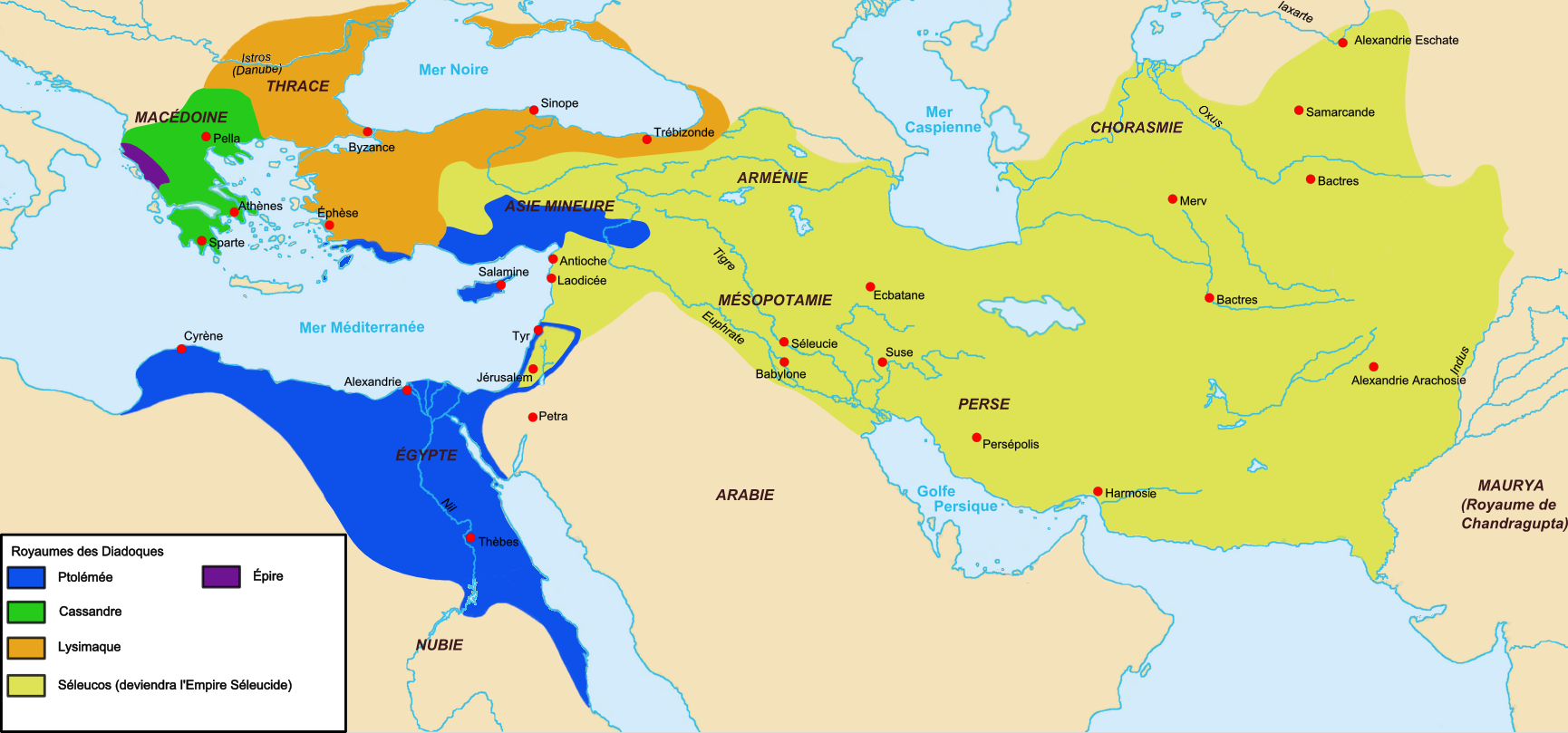
Les Royaumes des Diadoques et l'empire séleucide vers.

Au décès d'Alexandre le Grand, le 23 juin 323 av. J.-C., mort sans laisser d'héritier valable, son empire est partagé entre ses quatre plus proches généraux. Ils prennent le titre de diadoques, ce qui signifie les « héritiers ».
L'un d'eux, Séleucos Ier Nicator s'empare de la partie asiatique de l'empire d'Alexandre. Il fonde ses futures capitales, Séleucie du Tigre en Mésopotamie et Séleucie de Piérie (ce fut ensuite Antioche, même si la chronologie reste controversée), située sur la Méditerranée. Sous Séleucos Ier Nicator, l'empire commence déjà à diminuer, après la perte de territoires indiens face à Chandragupta Maurya.
Pendant cette période, l'Empire devient réellement multi-culturel, mettant en présence des Perses, des Grecs, des Juifs, des Mèdes... La Perse subit alors une hellénisation plus ou moins poussée, puisque les souverains et satrapes régnant sur l'ancien empire achéménide sont tous d'origine grecque ; mais ils ont surtout comme objectif de mettre en œuvre une politique d'unité culturelle afin de maintenir l'unité de l'Empire.
L'empire séleucide connaît un déclin constant, commençant par l'indépendance des Parthes et du Royaume gréco-bactrien vers 250 av. J.-C. Par la suite, Antiochos III, encouragé par Hannibal, essaie de reconquérir la Grèce en intégrant la Ligue étolienne, ce qui causa sa perte puisque les Romains le battirent aux Thermopyles en 191 av. J.-C., puis à la bataille de Magnésie du Sipyle en 190 av. J.-C. Le royaume devient par la suite de plus en plus instable et des guerres civiles ont lieu, causant un rétrécissement continuel de l'Empire, qui perd des provinces au profit de ses voisins ou vassaux devenant plus puissants.
La dynastie s'éteint en 64 av. J.-C., avec Antiochos XIII Asiaticus, détrôné par Pompée qui réduit la Syrie, dernier reliquat du royaume séleucide, en province romaine.

### Empire parthe (de -248 à +224 )

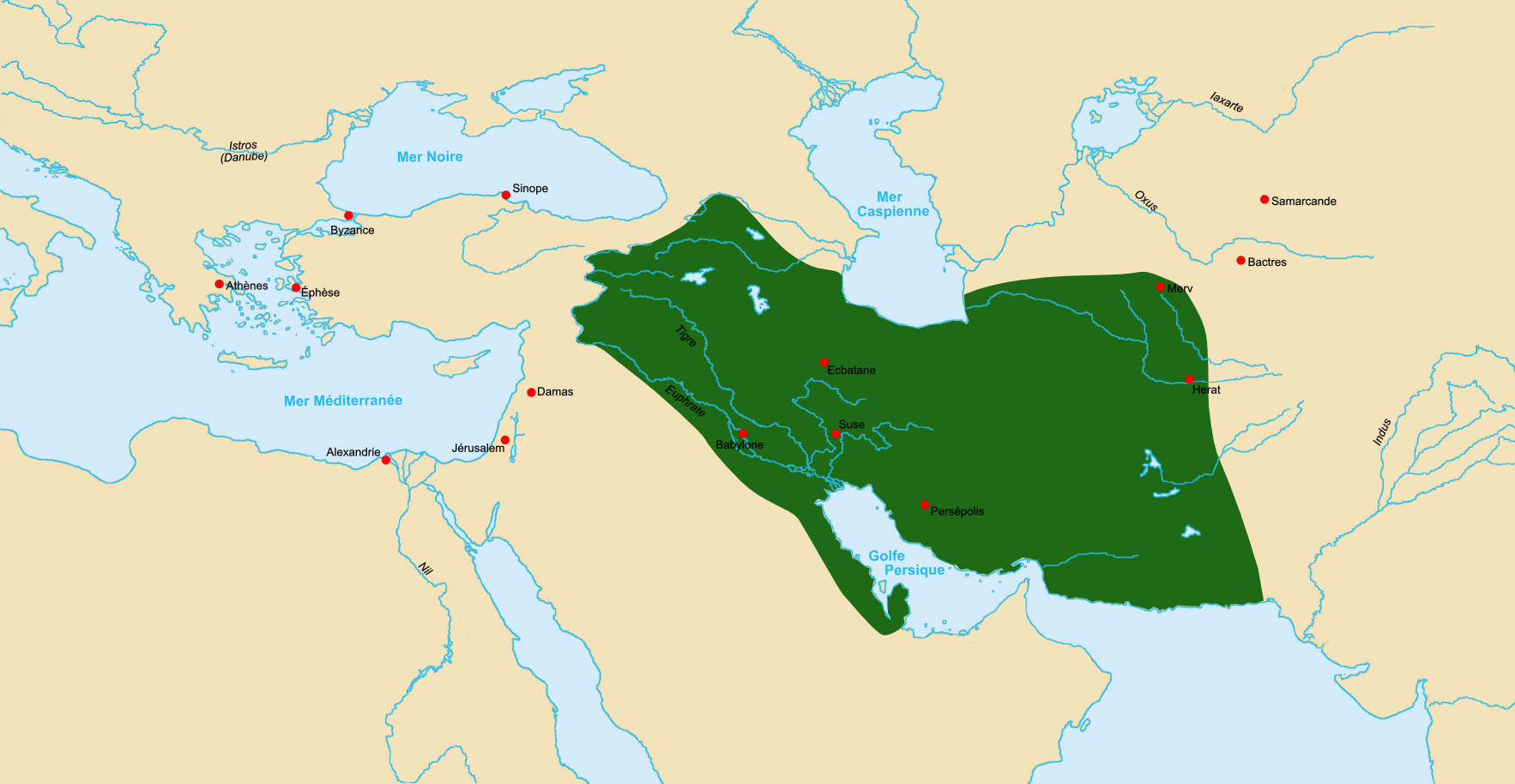
Empire parthe à son apogée, en

L'histoire de l'Empire parthe est étroitement liée à celle de l'empire séleucide. Au cours du déclin que connaît l'empire séleucide, un rôle très important est joué par les Parni, une tribu iranienne qui, d'après les écrivains antiques, vivait entre l'Oxus et l'Iaxartes à l'époque d'Alexandre le Grand. Vers la fin du IVe siècle ou au moins vers le milieu du IIIe siècle, les Parni se sont avancés jusqu'aux frontières de l'empire séleucide. Les mouvements des Parni sont assez difficiles à reconstituer et sont un sujet de dissension parmi les historiens. C'est en s'installant dans la satrapie appelée Parthie que les Parni prirent le nom de Parthes.
L'empire parthe ou dynastie arsacide (en persan : اشکانیان, Ashkāniān) est fondé par deux frères, Arsace et Tiridate. C'est seulement à partir de la seconde moitié du IIe siècle av. J.-C. que les Parthes, descendants des Scythes, profitent de la faiblesse croissante des Séleucides pour contrôler progressivement tous les territoires à l'est de la Syrie. Ayant grignoté l'empire séleucide (Anatolie) et ses autres voisins, il devient le « concurrent » de Rome dans l'est de la Méditerranée. La civilisation et la culture des Parthes semblent reprendre celles des Achéménides, particulièrement dans leur système religieux. L'empire parthe, organisé de manière peu autoritaire, a pris fin en 224 ap. J.-C., quand son roi Artaban IV est défait par un de ses vassaux, le Perse Ardachîr Ier, fondateur de la dynastie des Sassanides.
Cette dynastie conserva longtemps encore le trône d'Arménie, où elle était montée en 218 : Ardachès IV, dernier Arsacide d'Arménie, fut déposé en 428 par les Sassanides.

### Empire sassanide (224-651)

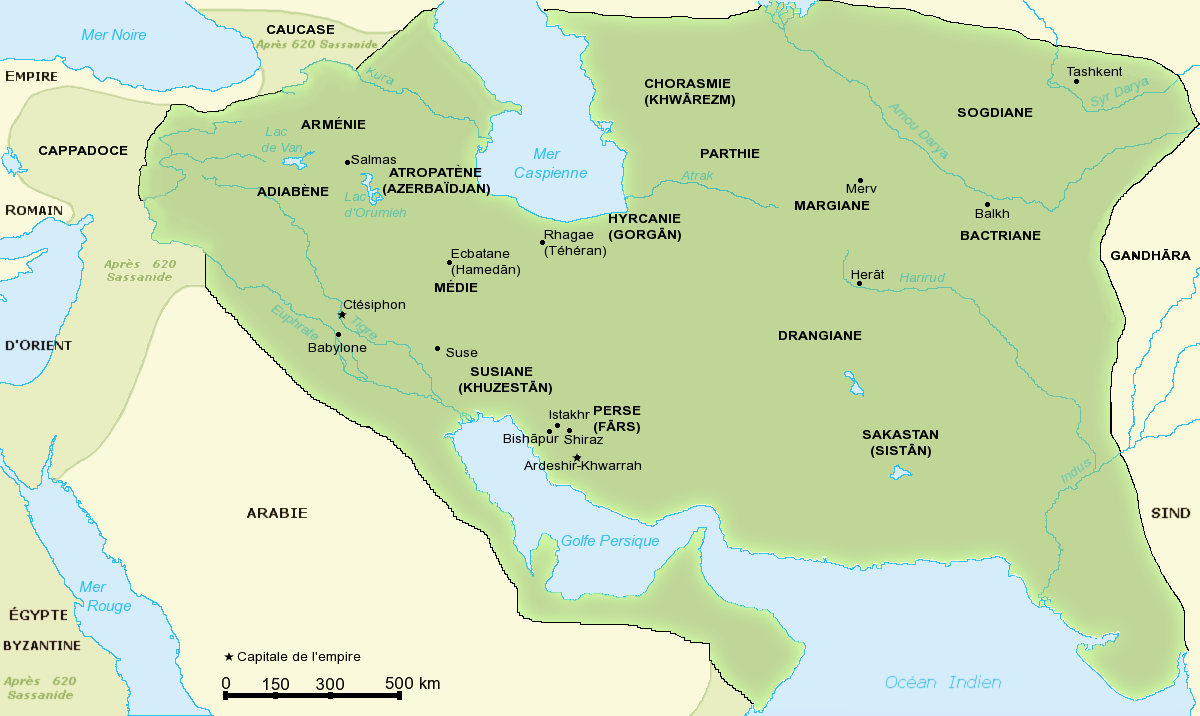
Carte de l'empire sassanide vers 500.

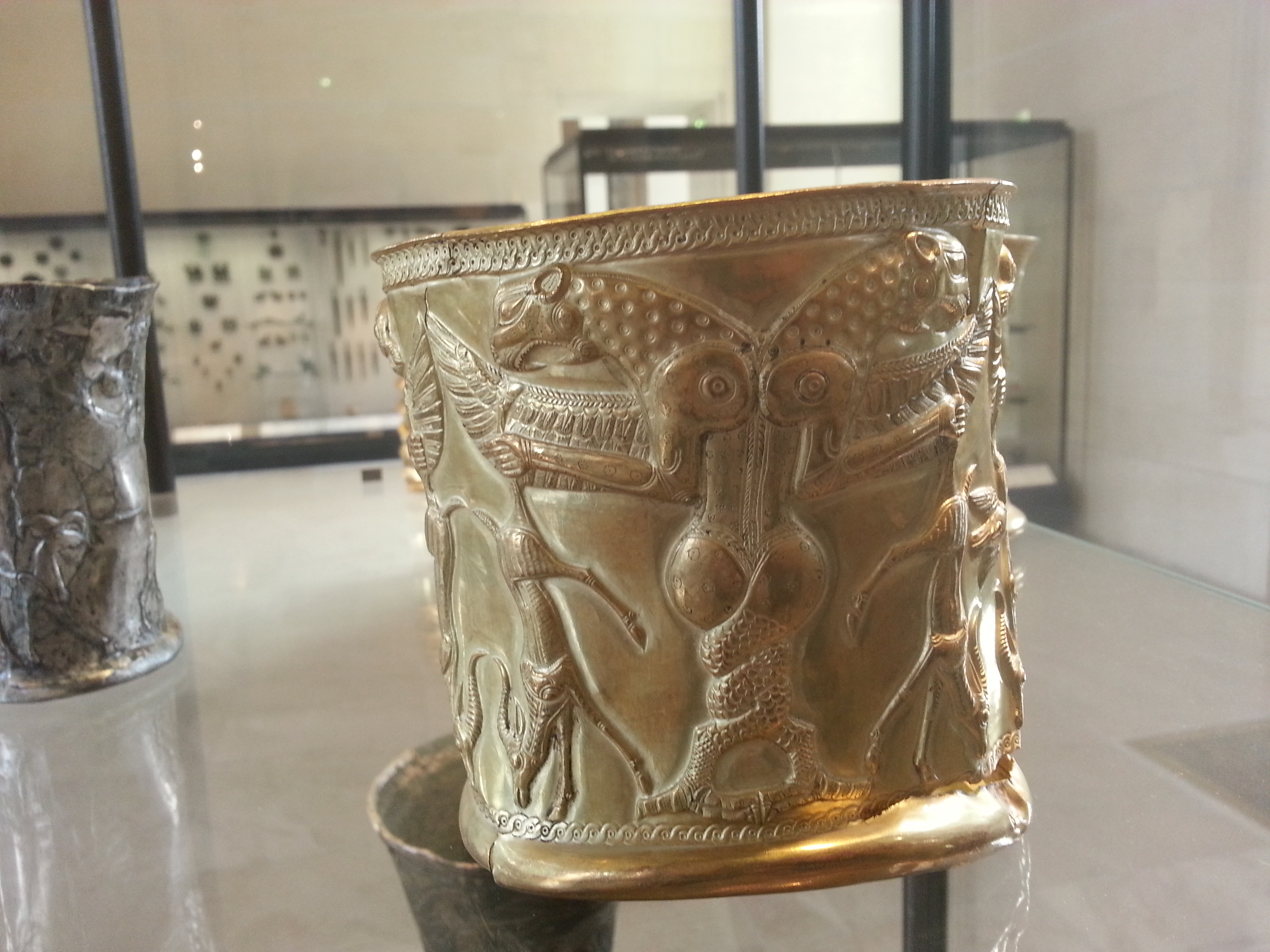
Un objet persan au musée du Louvre.

L'empire sassanide est le second empire persan et le nom de la quatrième dynastie iranienne (226-651). Les Sassanides furent les premiers à appeler leur empire Eranshahr ou Iranshahr (en persan : ايرانشهر), signifiant « Terre des Aryens ».
Sassan, fondateur plus ou moins légendaire de la dynastie sassanide, était prêtre du temple d'Anahita à Istakhr et se proclamait descendant de Darius III, l'un des derniers souverains perses achéménides. Toutefois, c'est en 224, avec la victoire de son successeur, Ardashir, sur le dernier roi parthe Artaban, que débute réellement la période sassanide. Ayant rapidement conquis le territoire parthe, Ardashir se fait couronner en 226 et fonde la dynastie sassanide.
De nombreux problèmes se rencontrent sur les frontières occidentales et orientales. À l'est, l'expansion progressive des sassanides provoque des soulèvements chez les nomades Kouchans, qui refusent de céder leur territoire, et engagent de nombreuses batailles avec les Sassanides. Un peu plus tard, à la fin du IVe siècle, ce furent les Huns, Chionites puis Kidarites, qui défèrlent sur l'Iran, et se fixent finalement en Transoxiane et au Gandhara. Le monde romain lui aussi s'accommode mal de l'arrivée au pouvoir d'une dynastie qui ne cherche qu'à s'étendre, et des conflits incessants ont lieu entre ces deux puissances.
À partir du règne de Khosro Ier Anushirvan (« à l'âme immortelle »), le Chosroès des Grecs, des réformes mettent en place un nouveau système d'impôts, qui fut plus tard repris par les Arabes. Le pouvoir est désormais confié à une petite noblesse, plutôt qu'à de grands propriétaires. L'empire s'étend sur l'Arabie méridionale, permettant le contrôle du commerce entre Byzance et l'Extrême-Orient (Inde, Chine).
L'expansion territoriale se poursuit sous Khosro II Parviz (« le triomphant »), avec l'annexion de la Syrie, de l'Égypte et de la Palestine.
Le règne de Kavad II, marqué par un traité de paix avec Byzance faisant suite à la bataille de Ninive, qui induit un repli sur le territoire de Khosro, marque la fin de l'apogée des Sassanides, et le début d'une anarchie qui ne s'achève qu'avec la conquête arabe. En 637 la prise de Ctésiphon puis en 642 la défaite de Nehavend marquent la fin de l'empire. Yazdgard III s'enfuit à Merv puis Balkh, et finit par être assassiné. La dynastie survécut cependant quelque temps, réfugiée à la cour de Chine.
L'époque sassanide, englobant toute l'Antiquité tardive, est considérée comme une des périodes les plus importantes et les plus marquantes de l'histoire de l'Iran. Dans de nombreux domaines, la période sassanide a connu les plus grands accomplissements de la civilisation perse, et a constitué le dernier grand empire iranien avant la conquête musulmane et l'adoption de l'Islam.
Sous les Sassanides, la civilisation perse a considérablement influencé Rome, puis Byzance (ces empires étaient continuellement en guerre à cette époque) ; l'influence culturelle s'est étendue bien au-delà des frontières de l'empire, atteignant l'Europe occidentale, l'Afrique, la Chine et l'Inde, jouant aussi un rôle prépondérant dans la formation de l'art européen et asiatique. Cette influence se prolongea pendant la période islamique. En effet, tout ce qui fut connu plus tard comme culture, architecture, écriture et autres arts islamiques furent principalement inspirés des Perses sassanides et diffusés plus largement dans le monde musulman.

## Perse médiévale

### Conquête arabo-musulmane (643-654)

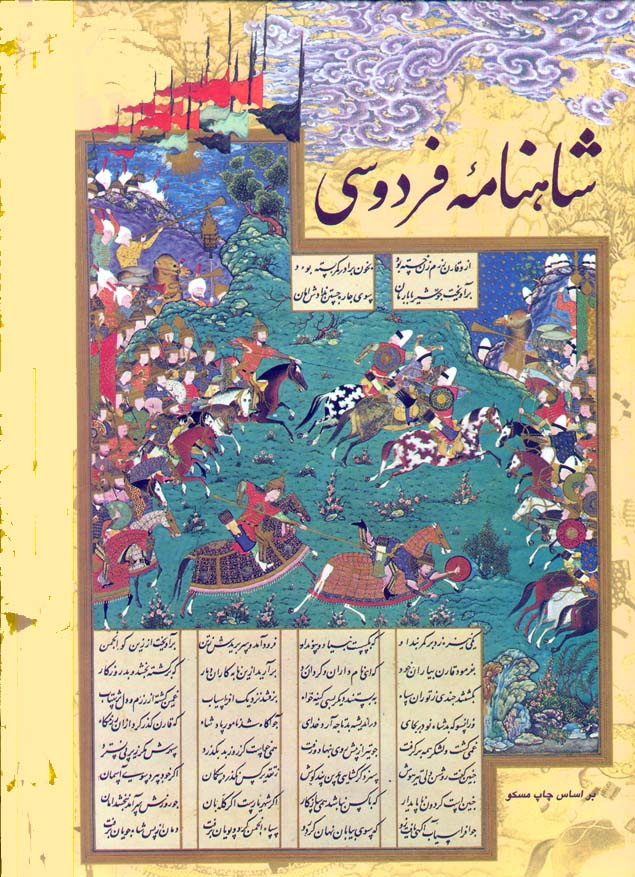
La Bataille de Cadésie dans le Shâh Nâmeh de Ferdowsi.

Les Émigrés Arabes, nombreux à rallier les terres des pseudo Ghassân et pseudo- Lakhm contribuent largement à la victoire romaine sur l'empire Sassanide et Khosro III, dont la capitulation est signée en 628 sur l'Euphrate. Les tribus arabes continuent cependant, comme en témoignent les sources sassanides, à pénétrer au cœur du Sawad (basse-mésopotamie) et à soumettre les satrapies locales à leur coalition.
En 634, les Émigrés/Muhajirîn se retournent contre l'Empire romain, et de puissantes familles hijazites, du peuple de Quraysh, notamment les Omeyyades, réquisitionnent les terres désertées par l'aristocratie romaine en Syrie.
L'Empire romain réagit et est finalement vaincu militairement en 636. Peu après, apparemment unifiés derrière un leader Qurayshite du nom de Umar ibn al-Khattab, les arabes poursuivent l'offensive en Irak et conquièrent la Mésopotamie centrale, et la capitale sassanide, puis les cols du Zagros après 642, et la bataille de Nahavand.
Les tribus iraniennes se détachent progressivement de l'influence de la famille sassanide, mais restent totalement indépendantes du régime proto-arabe, qui se spécifie, en Mésopotamie, par le remplacement des recettes impériales par le Rizq, réparti entre les émigrés, par régime tribal, et parfois par allocation non-nominale d'un terrain par trois émigrés.
L'émigration se poursuit de plus belle. Les tensions mènent des groupes arabes à rejoindre la haute Mésopotamie, la Jazîra, qui devient alors une principauté hétérogène et autonome, pour 70 ans.
L'administration sassanide se met donc, dans la vallée mésopotamienne et le Khouzistan, au complet service des camps émigrés de Koufa près de Hîra et de Bassora, à quelques milles du golfe persique.
Les émissions de drakhmes sassanides se poursuivent à un rythme certain, preuve de la transition tranquille entre la famille sassanide et les tribus arabes de l'administration.
Les cols des Monts Zagros sont peu à peu investis par les tribus iraniennes vassales des émigrés arabes, en particulier sous Othmân, et surtout sous Mouawya, son cousin, après la victoire omeyyade contre la famille alide.
Le bassin irakien est pourtant marqué par un fort soutien des émigrés à la famille hashémite, puis à partir des années 670-80, au clan des Zubayrides, qui se réclament du privilège des émigrés et de la répartition du Rizq entre tribus privilégiés, en opposition au régime latifundiaire et à l'aide aux tribus récemment installés, ou refusant la règle de l'émigration, soutenues par la dynastie omeyyade en Syrie.
Entre 684 et 691, les Zubayrides et leurs alliés sont massacrés en Irak. Peu après, les cités jaziriennes, les tribus arméniennes et iraniennes sont peu à peu soumises à une imposition différentielle qui privilégie l'ensemble des arabes, qu'ils aient ou non le statut (devenu filial) d'émigrés. L'ensemble de la région est placé sous le contrôle de Muhammad, frère du roi de Damas Abd Al-Malik, et de leur fidèle Al-Hajjâj Ibn Youssuf. Les drakhmes sassanides sont frappées avec des devises tirées du corpus coranique, devenu le livre sacré de tous les arabes, et la face de Khosro disparait peu à peu.
Les provinces de Fars et du Khurassân se soumettent à cette puissante dynastie omeyyade, et la résistance s'estompe finalement, avec l'arabisation de l'administration, œuvre des administrateurs sassanides eux-mêmes, qui commence, ainsi que les tribus alliés et les populations syro-iraniennes ponctuellement au service des arabes, à revendiquer un statut « arabisé ». La propagande omeyyade va ainsi développer l'Islam, qui connaît un véritable essor, à l'aube du VIIIe siècle. La cause Hashémite va véritablement souder les populations iraniennes et turques du Khorassan et de Sogdiane, qui s'unissent et acquièrent des noms arabes, et se ruent, au nom du prophète et du Coran, contre l'empire Han des Tang.
Néanmoins, une grande partie de la population iranienne agro-pastorale, celle des dehkan, reste attachée au zoroastrisme traditionnel et soumise à cette taxation différentielle, la sunonè ou djizya (de Jazâ', récompense, même sens que Rizq) en argent sonnant et un kharàj proportionnel à la terre ou aux rendements selon les régions, collecté par les fonctionnaires sassanides.

### Empire abbasside (750–1258, 1261–1517)
Néanmoins, l'Irak et le plateau iranien restent attachés à leur prédominance, or la dynastie omeyyade de Damas est syro-arabe, influencée par Rome, et ce sera au nom de la famille Hashémite, que le Khorassan, immédiatement suivi des syro-iraniens et d'une partie des tribus arabes va se soulever et porter au pouvoir le petit-fils du mythique[réf. nécessaire] Ibn Abbas, cousin du prophète Mahomet, et rapporteur d'une grande partie de hadiths attribués à ce dernier selon la tradition musulmane.
Les abbassides s'emparent de l'Irak dans les années 740. Ils prennent Damas et massacrent les Omeyyades. Désormais, les sources greco-syriaques et arméniennes parlent d'un retour de l'empire des perses, car c'est une administration sassanide arabisée et monothéiste qui va rendre à un empire abbasside, la soumission sassanide traditionnelle.
Immédiatement, le monde occidental (omeyyade d'Espagne, Idrissides en Tingitane, dynasties zénètes en Afrique), tend à s'éloigner du Moyen-Orient sous contrôle perso-abbasside.
De nombreuses pratiques administratives sassanides, dont la fonction de vizir et le diwan, un bureau d'enregistrement servant à contrôler les revenus et dépenses de l'État sont devenues une caractéristique des terres musulmanes. Plus tard, les califes adoptèrent certaines des pratiques cérémoniales de la monarchie sassanide.
Les hommes d'origine iranienne servent comme administrateurs après la conquête, et les Iraniens ont significativement contribué à toutes les branches de l'éducation islamique, comme la philosophie, la littérature, l'histoire, la géographie, la jurisprudence, la médecine et les sciences.
L'armée abbasside était à cette époque composée majoritairement de Khorassaniens ainsi que d'éléments arabes et était menée par un général iranien, Abû Muslim.
Les Abbassides établirent par la suite leur capitale à Bagdad, comme une nouvelle Ctésiphon, une nouvelle Babylone, et Al-Mamun, qui détrôna son frère Amin et se proclama calife en 813, avait une mère iranienne et possédait donc un soutien important au Khorassan.
Les Abbassides continuèrent les politiques centralisatrices de leurs prédécesseurs. Sous leur règne, le monde islamique connaît une effervescence culturelle et l'expansion du commerce et de la prospérité qui ont été partagées par l'Iran.
Vers 760-780, l'ensemble des partisans de la famille Alide, proclamant que seuls ses enfants sont des lieutenants de Dieu et de son prophète (khalifa), amir al-mûminin et des Imam, sont massacrés par cette centralisation abbasside, dès lors, la shi'a, le parti alide, cherchant l'héritage des luttes inter-claniques du premier siècle de l'Hégire, devient une mystique très puissante, largement implantée sur le plateau iranien, chez les Samanides et les Bouyides notamment.
Au IXe siècle, l'ensemble de la population iranienne intègre la communauté musulmane, et l'islamisation des tribus turks s'accélère, c'est alors que certaines satrapies (wilaya) abbassides, tenues par des iraniens ou des turcs, vont développer une certaine autonomie, avant de renier le tuteur de Baghdad (Samanides), et finalement, dans le cas des Bouyides, de le soumettre en 945 à un protectorat humiliant, construisant l'idée sunnite traditionnelle, d'un sultanat temporellement indépendant de son khalifat.

### Les dynasties persanes musulmanes (977-1219)

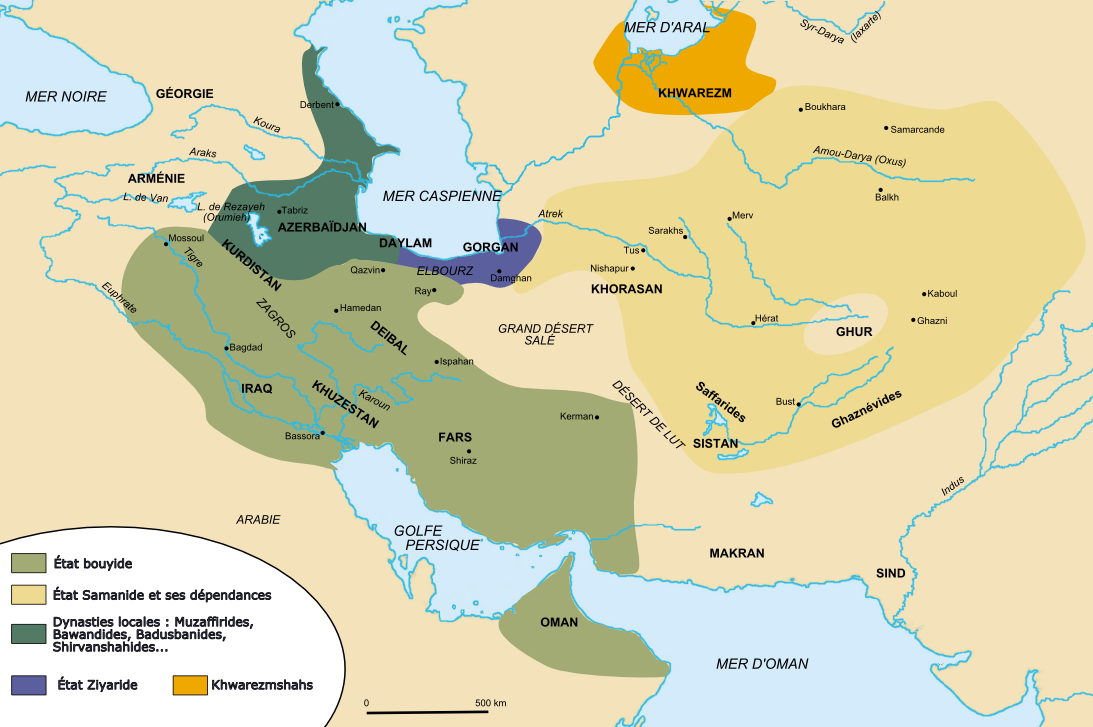
L'Iran vers l'an 1000.

Les dynasties régnantes suivant les Abbassides descendent de tribus guerrières nomades turcophones qui se sont déplacées depuis l'Asie centrale vers la Transoxiane depuis plus d'un millénaire. Les califes abbassides avaient commencé à intégrer ces populations dans leurs armées depuis le IXe siècle. Peu après, le pouvoir des califes abbassides diminua, pour ne devenir que religieux alors que le vrai pouvoir tombait aux mains des guerriers. Au fur et à mesure que l'influence des califes diminuait, toute une série de dynasties indépendantes et locales ont fait leur apparition dans diverses parties de l'Iran, dont certaines avaient une influence et un pouvoir considérable. On peut citer parmi celles-ci les Tahirides du Khorassan (820 - 872), les Saffarides au Sistan (867 - 903) et les Samanides (875 - 1005), originaires de Boukhara. Les Samanides commencèrent à reconquérir l'est de l'Iran (Khorassan, Afghanistan, jusqu'en Inde) et ont fait de Samarcande, de Boukhara et de Harat leur capitales. L'indépendance du pouvoir arabe entraîne un renouveau de la langue persane parmi les élites : l'Iran devient ainsi une des rares régions islamisées à conserver sa langue. Les émirs samanides mirent à profit leur force économique et militaire pour faire de leur cour de Boukhara et de leurs capitales régionales (Samarkand, Balkh, Merv, Nishapur, Amol) des foyers de vie intellectuelle, rivaux de Bagdad. Outre la culture arabe classique, ils favorisent l'éclosion de la littérature en persan moderne (par opposition au vieux perse des Achéménides et au moyen perse des Sassanides et, bien que sunnites, accordent leur protection à des penseurs dont les idées ne relevaient pas toujours de l'orthodoxie.
Parmi les plus grands lettrés protégés par les Samanides on trouve les poètes Roudaki et Daghighi, l'historien Muhammad Bal'ami, les docteurs philosophes Razi (Rhazès) et Ebn-é Sina (Avicenne). En se posant comme une nation avec sa propre langue, et surtout en installant leur capitale à Shiraz, les peuples iraniens marquent très vite leur différence à l'égard des autres nations soumises à la domination arabe. Domination qui se trouve remise en question quand la dynastie chiite iranienne des Bouyides (ou Buwayhides) s'empare de Bagdad en 945.

### La période seldjoukide (1041-1187) et mongole (1219-1370)

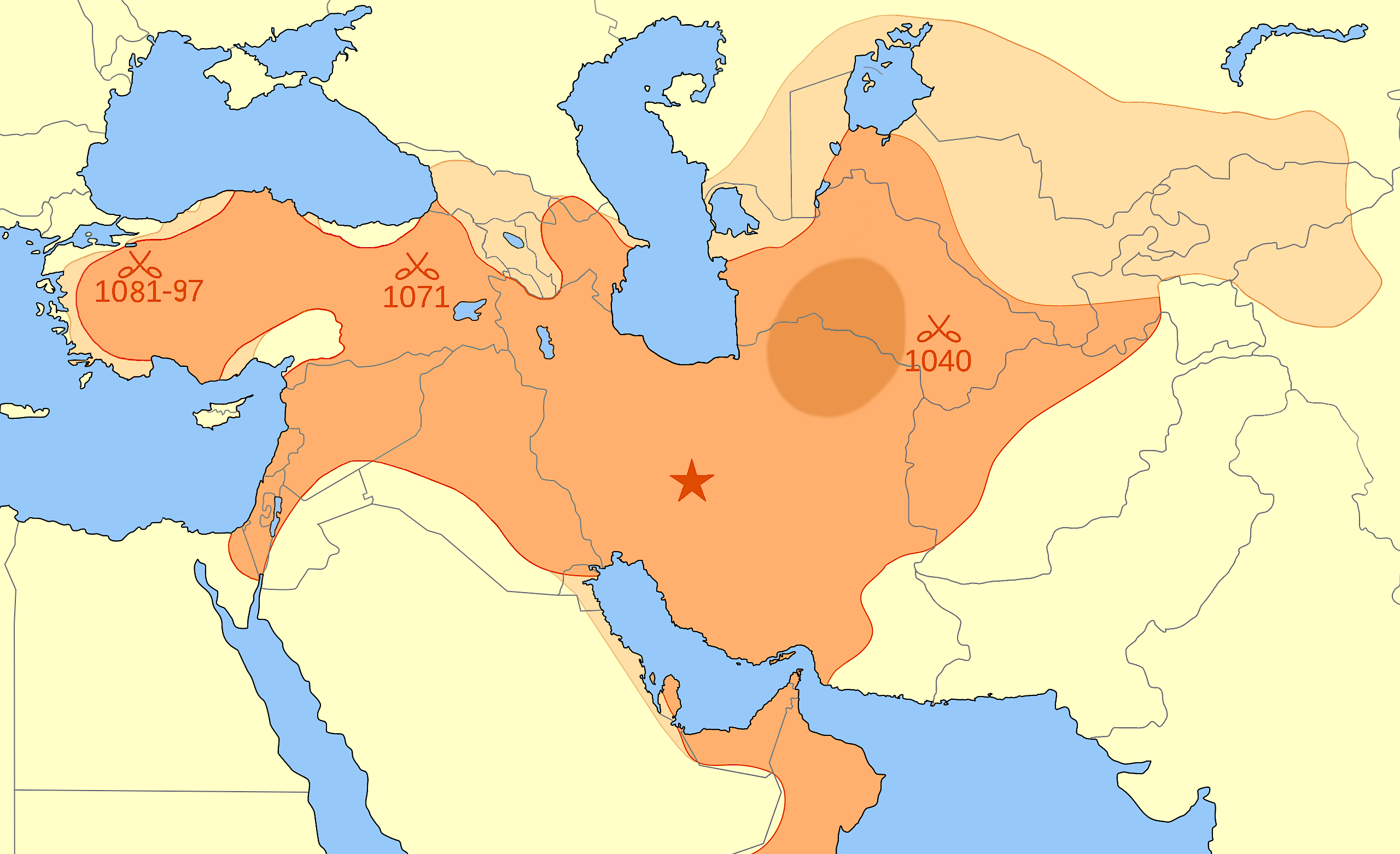
Extension maximale de l'empire seldjoukide en 1092 sous Malik Shah Ier (capitale Ispahan) avec les batailles de Malazgirt (1071), de Dandanakan (1040) et de Nicée (1081).

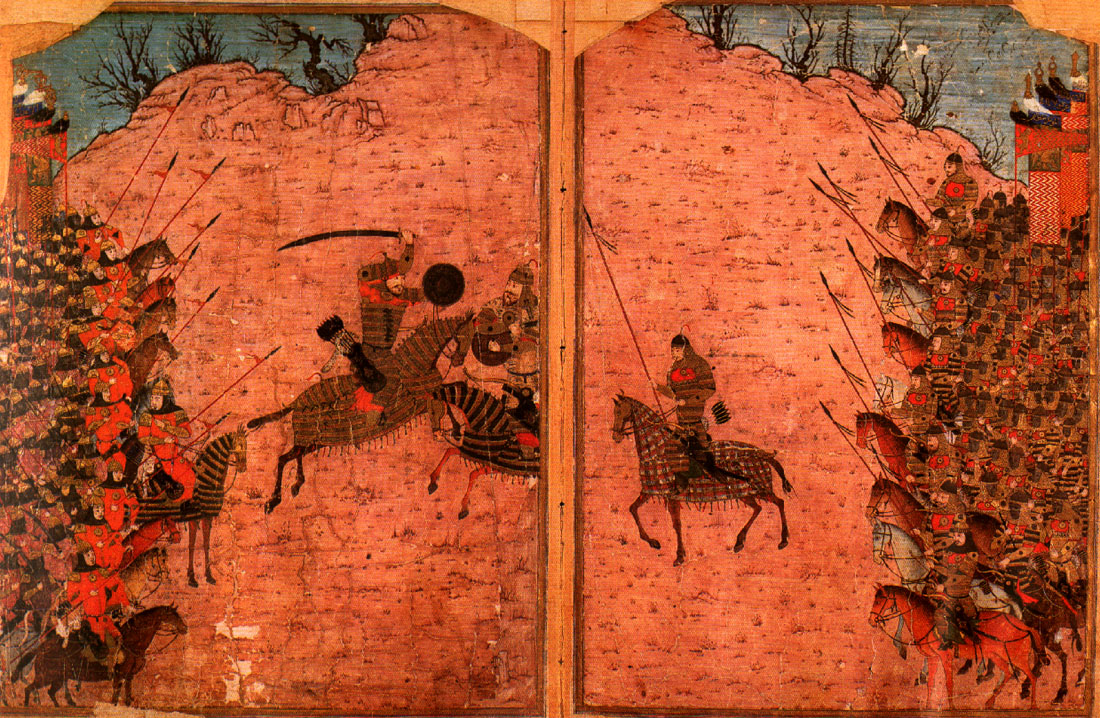
Shah-Namé de Ferdowsi, la bataille des Iraniens et les Touraniens. Miniature d'époque mongole - XIVe siècle, Tabriz-Iran

En 962, un gouverneur samanide d'origine turque, Alptegîn, conquiert Ghazna (actuellement en Afghanistan) et établit une dynastie, les Ghaznévides qui régnèrent sur le Khorassan, Ghazna et le Pendjab. C'est sous le patronage de Mahmoud de Ghazni, troisième roi ghaznévide, que Ferdowsi transcrivit par écrit et en persan les histoires orales de la mythologie perse (Shâh Nâmâ, signifiant « Le livre des Rois »). Grâce à cette résistance culturelle à l'est de la Perse, dès 913, l'Iran devint la nation qui brisa l'unité du monde musulman, la seule parmi les nations musulmanes à se détacher de la domination arabe dans tous les domaines.
Plusieurs villes samanides sont perdues au profit d'un nouveau groupe turc arrivant dans la région, les Seldjoukides, qui sont un clan d'Oghouzes vivant auparavant au nord de l'Oxus (l'actuel Amou Darya). Leur chef, Toghrul-Beg a d'abord dirigé ses guerriers contre les Ghaznévides du Khorasan. Il s'est déplacé vers le sud puis vers l'ouest, conquérant, mais ne détruisant pas les villes sur son passage. En 1055, le calife de Bagdad donne à Toghrul-Beg des robes, des cadeaux et le titre de Roi de l'Orient. Sous le règne d'un des successeurs de Toghrul-Beg, Malik Shah (1072 - 1092), l'Iran connaît une renaissance culturelle et scientifique, largement attribuée à son brillant vizir iranien, Nizam al-Mulk. C'est à cette époque qu'est créé l'observatoire d'Ispahan où Omar Khayyam a fait la plupart de ses expériences pour créer un nouveau calendrier, introduisant une année bissextile et mesurant la longueur de l'année comme étant de 365,24219858156 jours. Des écoles religieuses sont ouvertes dans toutes les plus grandes villes. Les dirigeants seljoukides ont aussi fait venir Al-Ghazali, un des plus grands théologiens de l'Islam, et d'autres intellectuels dans leur capitale Bagdad, et ont encouragé et soutenu leur travail. L'Art des Seldjoukides d'Iran est une production artistique très riche à cette époque.
Une des menaces internes les plus sérieuses aux Seldjoukides fut celle posée par une secte secrète Ismaélienne ayant son siège à Alamut, entre Racht et Téhéran. Ils ont contrôlé la région voisine pendant plus de 150 ans et envoyaient périodiquement des sectateurs renforcer leur puissance en perpétrant des assassinats politiques ; le vizir Nizam al-Malk fut une de leurs premières victimes. On les a appelés les Hashishiyya (qui s'est transformé en « Hashâchines » en Europe).

Extension de l'empire Mongol
Empire mongol
En 1294 l'empire a été scindé en :
Horde d'or
Khanat de Djaghataï
Houlagides
Empire du Grand Khan (Dynastie Yuan)

Après la mort de Malik Shah en 1092, l'Iran est encore dirigé par des petites dynasties locales. Pendant ce temps, Gengis Khan rassemble des tribus mongoles et les amène à travers des raids dévastateurs à travers la Chine. Puis, en 1219, il tourne ses forces de 700 000 hommes vers l'ouest et dévaste rapidement Boukhara, Samarcande, Balkh, Merv et Nishapur. Avant sa mort en 1227, il a atteint l'Azerbaïdjan occidental, pillant et brûlant les villes sur sa route.
L'invasion mongole de l'Iran est désatreuse pour les populations. La destruction de nombreux qanats (un système d'irrigation traditionnel) détruit un réseau d'habitat relativement continu, créant de nombreuses villes-oasis isolées sur une terre où elles étaient peu nombreuses auparavant. De nombreux habitants, en particulier les hommes, sont tués, en 1220 et 1258 ; la population de l'Iran diminue de manière brutale.
Les souverains mongols ayant suivi Gengis Khan ont fait peu pour améliorer la situation de l'Iran. Le petit-fils de Gengis, Houlagou Khan, s'est tourné vers la conquête étrangère, prenant Bagdad en 1258 et tuant le dernier calife abbasside. Il est arrêté par les forces des Mamelouks d'Égypte à Ain Jalut en Palestine. Il revient ensuite s'installer en Iran, où il fonde la dynastie des Ilkhanides (sa capitale est dans l'Azerbaïdjan iranien) pour y finir sa vie.
Un « répit » relatif est apporté à l'Iran avec un autre souverain mongol, Mahmoud Ghazan Khan (1295 - 1304) et son célèbre vizir iranien, Rashid al-Din, d'origine juive, qui amène des réformes et une renaissance économique brève et partielle. Les Mongols baissent les taxes pour les artisans, encouragent l'agriculture, reconstruisent les routes et les réseaux d'irrigation, et améliorent la sécurité des routes commerciales, ce qui entraîne une augmentation notable du commerce et des échanges. Des objets d'Inde, de Chine et d'Iran passent facilement à travers les steppes asiatiques et ces contacts enrichissent fortement la culture de l'Iran. C'est à ce moment que l'Iran développe un nouveau style de peinture possédant à la fois des caractéristiques de la peinture mésopotamienne sans perspective mais aussi des caractéristiques inspirées de la peinture chinoise : la miniature persane. Après la mort du neveu de Mahmoud Ghazan Khan, Abou-Saïd Bahadour en 1335, l'Iran tombe encore sous le pouvoir de plusieurs petites dynasties locales et indépendantes, dont les Muzaffarides et les Djalayirides.

### Les Timourides (1370-1507)

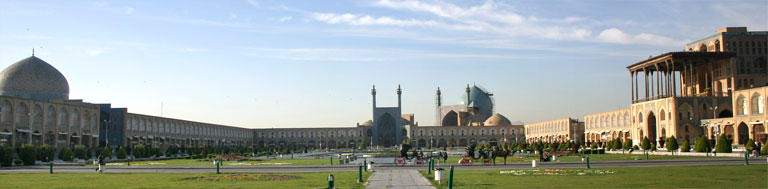
La Place Naghsh-e Jahan d'Ispahan: en regardant vers le sud nous voyons droit devant, au fond la mosquée du Chah, à droite côté ouest le palais Ali Qapu, à gauche côté est, la mosquée du Cheikh Lotfallah.

Le conquérant suivant à prendre le titre d'empereur fut Tamerlan, d'origine turque et mongole selon les sources. Il conquiert d'abord la Transoxiane, fait de Samarcande sa capitale en 1369 et devient finalement empereur de tout l'Iran en 1381. Ses conquêtes ont été moins rapides que ses prédécesseurs mongols, mais tout aussi sauvages : Shiraz et Ispahan furent quasiment rasées à son passage. Le règne de Tamerlan puis de sa dynastie des Timourides se caractérise par l'incorporation d'Iraniens à des postes administratifs et par le mécénat de ces souverains dans l'architecture et les arts ; la période est si riche du point de vue culturel qu'on l'appelle la renaissance timouride. Les Timourides, minés par des luttes intérieures, voient leur empire se désintégrer en 1507, quand les Ouzbeks de la dynastie Chaybanides prennent Samarcande. Au même moment, les Séfévides, originaires d'Ardabil (dans l'Azerbaïdjan iranien), prennent le pouvoir dans l'ouest de l'Iran et reconquièrent une bonne partie du territoire iranien tel qu'il était au temps des Sassanides.

## La période moderne en Iran

### L'empire safavide (1501-1736)

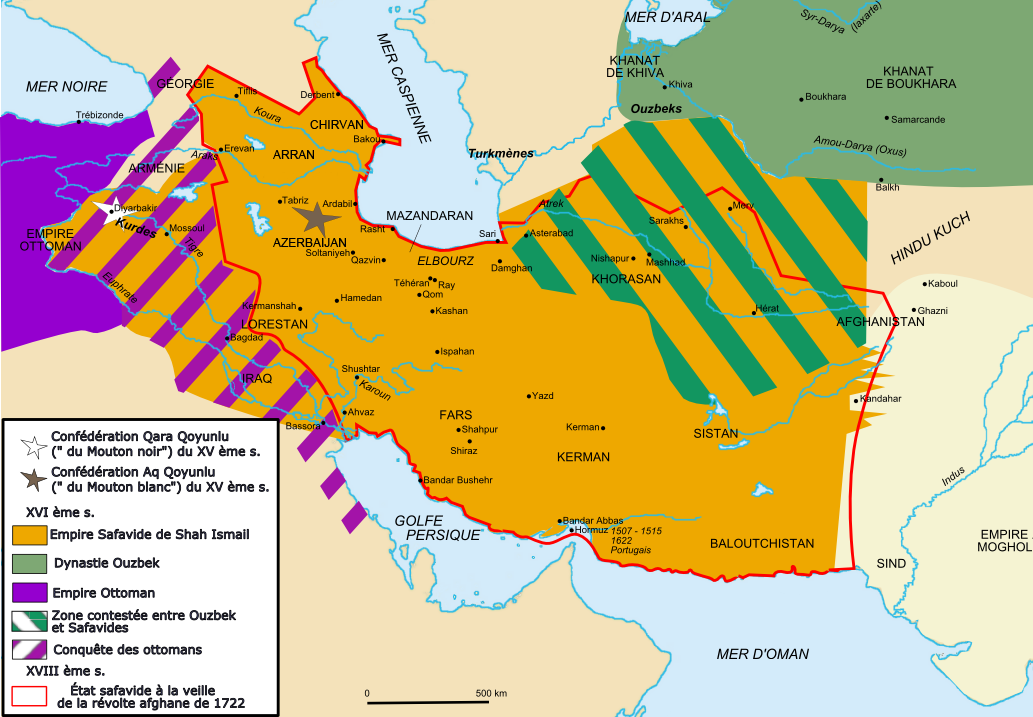
Carte de l'État Safavide.

Les Séfévides sont la première dynastie indépendante iranienne (d'origine probablement kurde) depuis près de 1000 ans à régner sur l'Iran. Les Safavides sont membres d'un ordre religieux soufi militant, les Qizilbash. Ils prennent Tabriz en 1501 et en font leur capitale.
C'est sous l'impulsion d'Ismail Ier, premier souverain safavide (de 1501 à 1524), qu'est décidée la conversion de l'Iran au chiisme. Cette conversion résulte d'une volonté de s'affirmer face à la domination des Ottomans sunnites et de créer une identité iranienne spécifique.
Le problème majeur des Safavides a été de créer un État unifié, une tâche qui était difficile compte tenu de la diversité ethnique du pays. En effet, ils ont dû faire cohabiter leurs partisans turcophones avec les Iraniens, leurs traditions de combat avec la bureaucratie iranienne et leur idéologie messianique avec les exigences administratives d'un État territorial.
Les Safavides doivent faire face à des menaces extérieures, notamment celles des Ouzbeks, qui les attaquent sur la frontière nord-est et faisaient des raids sur le Khorassan ; et des Ottomans, avec qui ils se battent dans le Caucase et en Anatolie.
La défaite des Iraniens contre les Ottomans à Chaldoran en 1524 puis l'occupation de la capitale safavide, Tabriz, marquent un tournant dans l'histoire de la dynastie : le Chah ne peut plus être considéré comme une figure semi-divine, et son influence décroît sur un certain nombre des chefs Qizilbash. Les guerres ottomano-persanes continuent dans le Caucase et en Irak jusqu'en 1639, année où est signé le traité de Qasr-i-Chirin. Les frontières entre les deux puissances s'établissent sur une ligne qui changera peu jusqu'au début du XXe siècle.

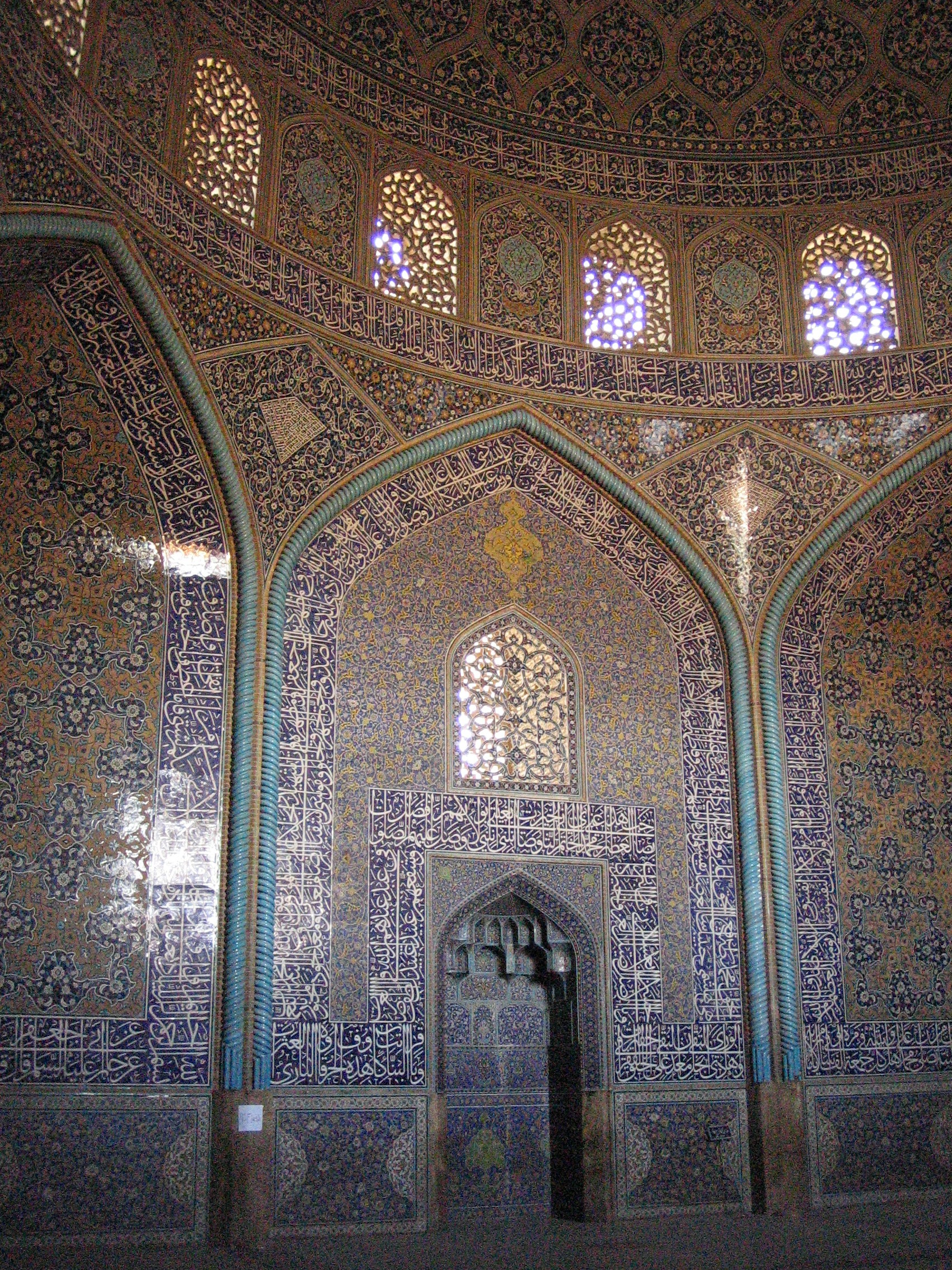
Intérieur de la mosquée du Sheikh Lutfallah, Ispahan.

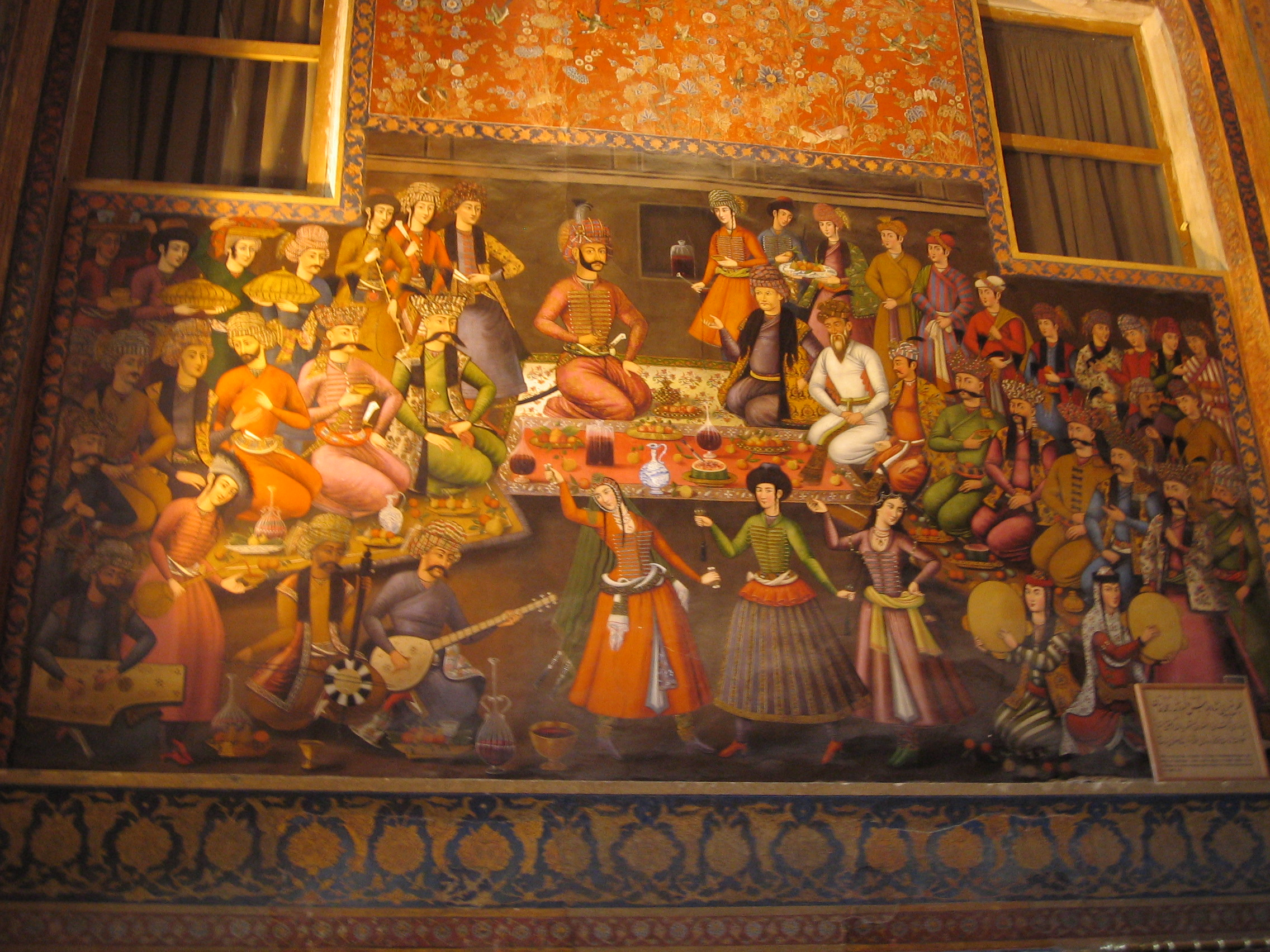
Fresque du Chehel Sotoun : Shah Abbas Ier recevant Vali Nadr Muhammad Khan.

L'apogée des Safavides est atteinte sous Shah Abbas Ier le Grand (1587-1629) : il réussit à se défaire des menaces extérieures en signant des traités, équilibre le pouvoir des troupes armées qizilbash en créant un corps d'Arméniens et de Géorgiens qui lui sont loyaux, étend le territoire administré par son État et centralise encore plus l'administration. Il soutient les institutions religieuses en construisant des mosquées et des médersas (écoles religieuses) ; cependant, on constate sous son règne une séparation graduelle des institutions religieuses et de l'État, dans un mouvement vers une hiérarchie religieuse indépendante.
Son règne est aussi un âge d'or pour le commerce et les arts. Il accueille les commerçants étrangers (britanniques, hollandais, français et autres) après avoir chassé les Portugais qui occupaient le détroit d'Ormuz.
Le niveau des arts patronnés par le Shah est visible à Ispahan, sa nouvelle capitale, où il construit des palais et mosquées de toute beauté : Place Naghch-e Djahan, et Ali Qapou, mosquée du Chah, mosquée du Cheikh Lotfallah, Palais de Tchehel Sotoun, etc., et donne une grande importance aux miniatures et aux beaux-arts. Ce mécénat donne naissance à une période artistique appelée art safavide.
Le déclin des Safavides commence véritablement après la mort de Shah Abbas. Ce déclin résulte de plusieurs facteurs : souverains faibles, interférence de la politique du harem avec la politique d'État, mauvaise administration des terres de l'État et taxes excessives ainsi que faiblesse croissante des armées (à la fois l'armée Qizilbash et l'armée du Shah). C'est ce déclin qui permet à des tribus afghanes de gagner une série de victoires sur la frontière occidentale en 1722, les menant rapidement jusqu'à la capitale et mettant un terme à la dynastie des Safavides.

### De Nâdir Shâh à Karim Khan Zand (1736-1794)
La suprématie afghane est assez brève. Tahmasp Quli, un chef de tribu Afshar, se met à la tête d'une armée au nom des descendants des Safavides, chasse les Afghans du territoire iranien, puis en 1736 prend le pouvoir sous le nom de Nâdir Shâh. Il reconquiert tout le territoire iranien depuis la Géorgie et l'Arménie jusqu'à l'Afghanistan et organise des campagnes militaires qui le mènent jusqu'à Delhi en 1739, qu'il met à sac et dont il ramène des trésors fabuleux, tel le trône du Paon. Les guerres ottomano-persanes reprennent par intermittence jusqu'au début du siècle suivant (1730–1735, 1743-1746, 1775-1776 et 1821–23) sans résultat décisif : elles se concluent par les Traités d'Erzurum (en) signés en 1823 et 1847. Mais un nouveau danger apparaît au nord avec l'expansion de l'Empire russe : les guerres russo-persanes (1722-1723, 1796, 1804-1813 et 1826-1828) vont entraîner, en un siècle, la perte des provinces du Caucase.
Même si Nâdir Shâh réussit à réunifier politiquement l'Iran, ses campagnes militaires incessantes et les taxes importantes qu'elles nécessitent le rendent fortement impopulaire. Il est assassiné en 1747 par un des chefs de sa propre tribu Afshar, qui donne son nom à la dynastie des Afcharides qui lui succède.
Une période d'anarchie suit la mort de Nadîr Châh et le pays est la proie de luttes entre tribus qui cherchent à prendre le pouvoir : les Afchars, les Afghans, les Qajars et les Zands. Finalement Karim Khan Zand prend le pouvoir en 1750 ; il réussit à réunifier presque tout le pays, sauf le Khorassan, qui reste plus indépendant du pouvoir central. Karim Khan Zand refuse de prendre le titre de Shah et préfère se nommer Vakil ar-Ra'aayaa, « Régent des paysans ». Il est resté connu en Iran pour un règne modéré et bénéfique pour le pays.
À sa mort en 1779, une autre lutte pour le pouvoir a lieu entre les Zands, les Qajars et d'autres groupes tribaux qui plonge encore le pays dans l'anarchie. C'est finalement Agha Mohammad Chah qui prend le pouvoir en battant le dernier Shah de la dynastie Zand, Lotf Ali Khan à Kerman en 1794 et se rend ainsi maître du pays, établissant la dynastie des Qajars en 1795 qui dure jusqu'en 1925.
- Iran afsharide (en), Forces militaires de la dynastie Afsharid d'Iran, Marine afsharide (en), Bataille de Karnal (1739), Campagne de Nadir Chah au Daghestan (en) (1741-1743)...

### Les Qajars (1789-1925)

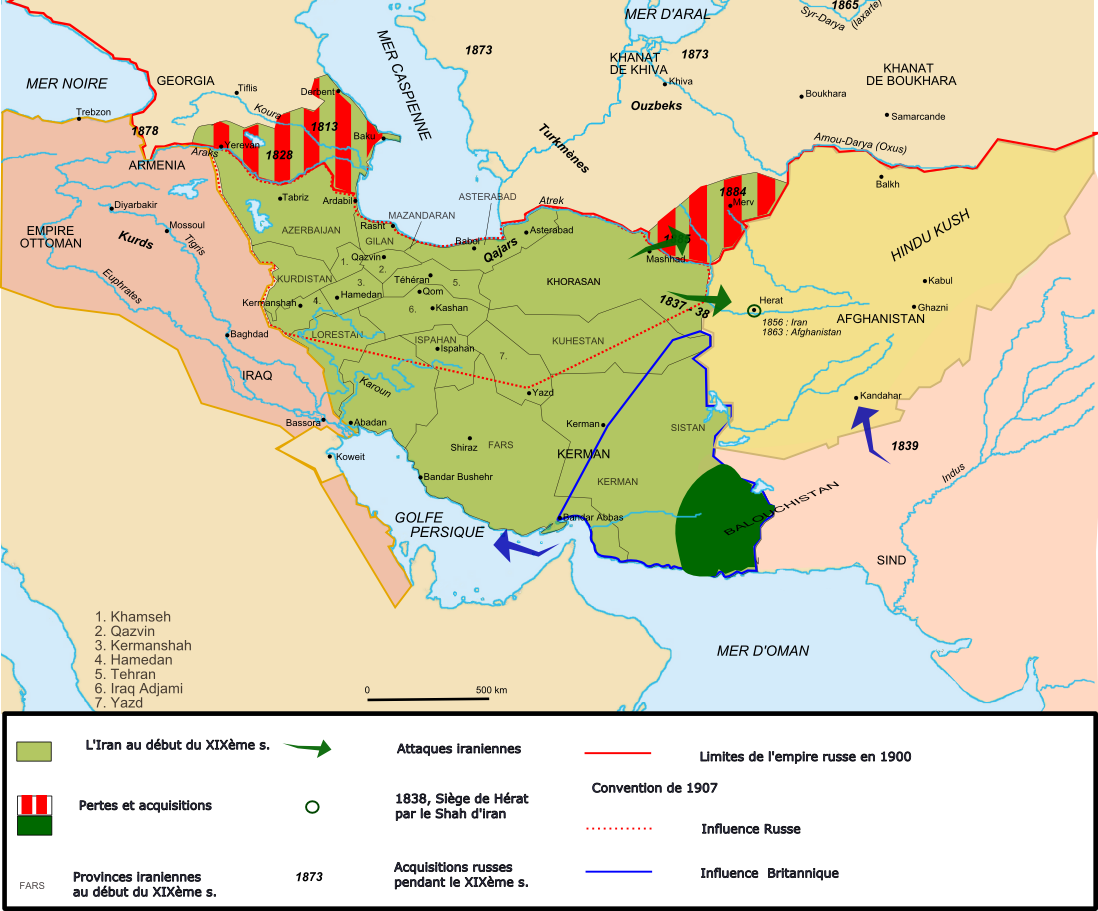
La Perse vers 1900.

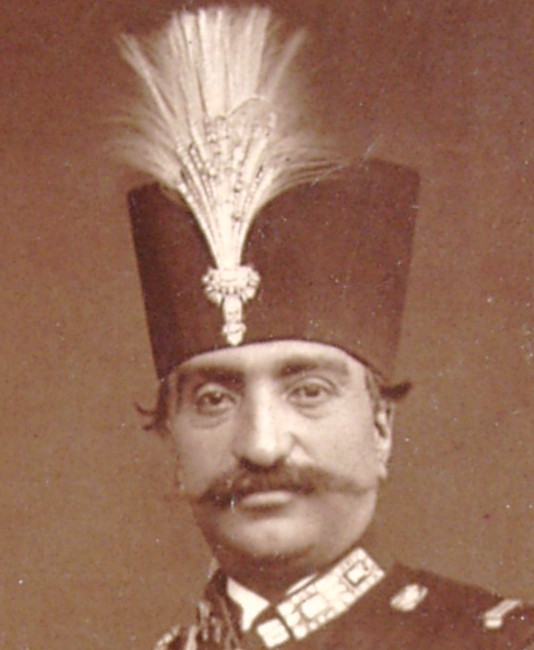
Nassereddine Shah (1848 - 1896). Photo de Nadar.

Sous les règnes de Fath Ali Shah (1797 - 1834), Mohammad Shah (1835 - 1848) et Nassereddine Shah (1848 - 1896), le pays retrouve l'ordre, la stabilité et l'unité. Les Qajars font alors revivre le concept du Chah en tant qu'"ombre de Dieu sur la terre" et exercent un pouvoir absolu sur le pays. Ils nomment des princes de sang aux postes de gouverneur provinciaux, et augmentent leur pouvoir par rapport à celui des chefs tribaux, qui fournissaient leurs troupes à l'armée nationale, tout au long du XIXe siècle ; cependant, malgré leurs efforts, ils ne réussissent pas à transformer cette armée basée sur des troupes d'origine tribale en armée organisée et entrainée de style européen. Sous les Qajars, les marchands (bazaris) et les Oulémas (chefs religieux) restent des membres importants de la communauté.
À partir du début du XIXe siècle, les Qajars et l'Iran tout entier ont commencé à subir des pressions de la part de deux grandes puissances mondiales : la Russie et la Grande-Bretagne s'opposent alors dans le Grand Jeu. L'intérêt des Britanniques pour l'Iran était de protéger les routes commerciales vers l'Inde alors que l'intérêt des Russes était d'avoir un accès à une mer chaude . Après les guerres russo-iraniennes (1804-1813) et deux traités (Golestan (1812) et Turkmanchaï (1828)) très défavorables pour les Perses, l'Iran perd tous ses territoires du Caucase au nord de l'Araxe ; puis lors de la seconde moitié du XIXe siècle, l'Iran est obligé d'abandonner ses territoires en Asie centrale. Pendant ce temps, la Grande-Bretagne a envoyé des troupes en Iran pour les empêcher de récupérer Hérat et les autres territoires d'Afghanistan qui avaient été perdus depuis les Séfévides ; la perte d'Herat est entérinée par le Traité de Paris en 1857.
Les deux grandes puissances ont par la suite dominé le commerce de l'Iran et interféré dans les affaires internes du pays. En effet, l'autorité centrale était plutôt faible, la classe dirigeante relativement corrompue, le peuple exploité par ses dirigeants et les puissances coloniales ont pu tirer parti de cette situation grâce à leur supériorité militaire et technologique.
Les premières tentatives iraniennes de modernisation du pays ont commencé sous le règne de Nassereddine Shah, grâce à son premier ministre Amir Kabir, qui a réformé le système fiscal, renforcé le contrôle central sur l'administration, encouragé le commerce et l'industrie et réduit l'influence du clergé chiite et des puissances étrangères. C'est lui qui fonde Dar-ol-Fonoun, premier établissement d'enseignement supérieur en Iran. Il fut assassiné sur ordre de certains membres de la cour qui craignaient pour leurs privilèges. En 1871, sous l'influence de Mirza Hossein Khan Mochir-od-Dowleh, nouveau premier ministre du Chah, se met en place un gouvernement de style européen, marquant ainsi le début du mouvement de réforme en Iran.

### Révolution constitutionnelle persane et la Première Guerre mondiale

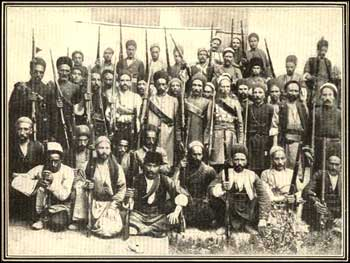
Groupe de révolutionnaires à Tabriz. Au centre: Sattar Khan et Bagher Khan.

Les souverains qadjars suivants vont encore plus faire augmenter la colère populaire et la demande de réformes. Ce sont des souverains plutôt faibles, enclins à écouter les demandes des puissances étrangères (attribution de concessions et monopoles, ce qui suscite notamment la rébellion du tabac de 1892 déclenchée par une fatwa de Mirza Hassan Shirazi (en)), et extravagants, vidant les caisses de l'État qui sont alors remplies par ces mêmes puissances étrangères et ne payant que la cour et les officiels. En 1901, le chah accorde une concession de soixante ans pour toutes les réserves pétrolières à l'Anglo-Persian Oil Company. La situation se détériore et le peuple demande à disposer d'une assemblée. En janvier 1906, 10 000 personnes se réfugient à l'ambassade britannique et le chah est forcé de signer en août un décret promettant l'établissement d'une constitution. En octobre 1906 est fondée le Madjles, « Parlement ». La révolution constitutionnelle marque la fin de la période médiévale en Iran.

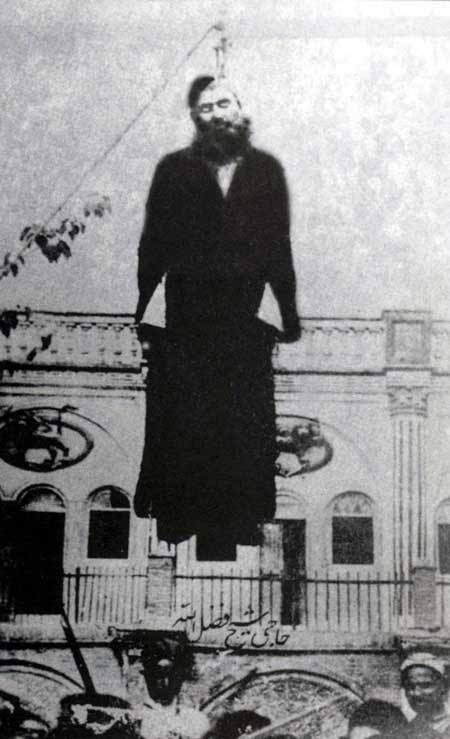
L'exécution, en juillet 1909, du Sheikh Fazlollâh Nuri, qui s'est retourné contre les révolutionnaires constitutionnalistes après avoir un temps soutenu leur cause.

Bien que tournée vers la modernisation et la laïcisation du pays, la révolution est paradoxalement soutenue par les mollahs chiites, qui ne sont pourtant pas en position de force. La contradiction éclate en 1907, le Cheikh Fazlollâh Nuri, qui soutenait au début les Constitutionnalistes, se retournant contre eux, et les désignant en tant qu'« apostats ». Le cheikh Nuri s'allie alors au chah, avant d'être arrêté et exécuté par les révolutionnaires en 1909. Il sera célébré en tant que martyr par la fraction la plus conservatrice du clergé chiite après la révolution de 1979.
La révolution constitutionnelle a des difficultés à atteindre ses buts à cause de la convention anglo-russe de 1907 qui partage le pays en deux sphères d'influence, le nord aux Russes et le sud aux Britanniques.
La monarchie constitutionnelle reste encore fragile : Mohammad Ali Chah fait bombarder le Madjles en juin 1908 par la brigade cosaque persane dirigée par des officiers russes, puis fait dissoudre l'assemblée. Cela ravive la résistance au chah dans des villes comme Tabriz, Racht, Ispahan et ailleurs. Les forces constitutionnelles (avec Yeprem Khan) marchent depuis Racht et Ispahan sur Téhéran, déposent le chah le 16 juillet. Il se réfugie à la légation de Russie, puis prend le chemin de l'exil à Odessa en septembre. Il est remplacé le 16 juillet 1909 par son fils Ahmad Chah Qadjar. La constitution est remise en vigueur et Sepahsalar Tonekaboni (en) devient alors Premier ministre (octobre 1909-juillet 1910). Cette victoire des forces constitutionnelles est cependant de courte durée puisque le chah reprend son trône en 1910 grâce au soutien russe.
La Première Guerre mondiale est une période voyant grandir l'influence des Britanniques qui sont de plus en plus intéressés par le pays après la découverte de pétrole dans le Khouzistan en 1908. Ils essaient d'imposer l'accord anglo-persan en 1919, qui est refusé par le Parlement. Peu de temps après, l'officier de la brigade des cosaques Reza Khan prend le pouvoir à Téhéran et devient quatre ans plus tard Reza Shah Pahlavi, faisant entrer l'Iran dans une nouvelle phase de son histoire. Il écrase la rébellion du Gilan, mouvement nationaliste se situant dans le prolongement de la révolution constitutionnaliste, qui fonde l'éphémère République socialiste du Gilan (1920-1921) avec l'aide de l'Armée rouge. Cependant, le chef du mouvement, Mirza Koutchak Khan, se brouille avec le Parti communiste iranien, tandis que l'URSS signe un traité avec Londres en 1921, acceptant de se retirer de l'Iran, ce qui affaiblit la République du Gilan.
Parallèlement, un groupe d'intellectuels en exil à Berlin, bénéficiant d'une large audience parmi l'élite iranienne, fonde le nationalisme iranien moderne, prônant l'occidentalisation du pays et sa laïcisation. Il inclut des anciens meneurs de la révolution constitutionnaliste, tels que Hasan Taquizâda (1878-1970) ou Mahmoud Afshar (père de l'iranologue éminent Iraj Afshar (en)), qui inaugure en 1925 la revue Âyanda à Téhéran.

## Période contemporaine

### L'époque de Reza Shah (1925-1979)

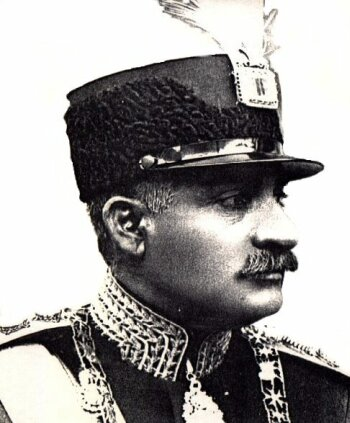
Reza Khan Mir Panj, devenu Reza Shah Pahlavi

En 1921, un jeune officier de l'unité des cosaques, le général Reza Khan Mir Panj, effectue un coup d'État militaire avec l'aide de Seyyed Zia'eddin Tabatabai, devient chef de l'armée et prend le nom de Reza Khan Sardar Sepah, renversant ainsi la dynastie Kadjar. Il prend ensuite le poste de Premier ministre jusqu'en 1925. Il a d'abord envisagé de faire de la Perse une république, suivant en cela le modèle d'Atatürk en Turquie mais y renonce face à l'opposition du clergé. Le 12 décembre 1925, le Madjles, réuni en tant qu'Assemblée constituante, nomme Reza Khan Sardar Sepah nouveau Chah de la Perse. Il est couronné le 25 avril 1926 sous le nom de Reza Shah Pahlavi.
Reza Shah a des plans ambitieux pour moderniser la Perse, mis en œuvre par le ministre de la Cour Abdolhossein Teymourtash (1925-1933), qui tente de renégocier un accord plus favorable à la Perse avec l'Anglo-Persian Oil Company. 
Ces plans incluent le développement d'industries lourdes, de projets d'infrastructures majeurs, la construction d'un chemin de fer national, le Trans-persan, la création d'un système d'éducation public national, la réforme de la justice jusque-là contrôlée par le clergé chiite par la promulgation d'un Code civil, et l'amélioration de l'hygiène et du système de santé. 
Il a pour cela besoin d'un gouvernement centralisé et fort, ainsi que de plus d'indépendance par rapport à la Grande-Bretagne et à la Russie, ce qu'il obtient en annulant les droits spéciaux accordés aux étrangers pendant l'époque qajar.
Le 21 mars 1935, il demande officiellement à la communauté internationale de ne plus utiliser le terme Perse pour se servir du nom Iran pour désigner son pays (qui est le nom en langue locale depuis toujours - le nom officiel du régime de Reza Shah est État impérial d'Iran) et ordonne la même année l'interdiction du port du voile pour les femmes et l'obligation de porter un habit « à l'occidentale » pour les hommes.
Malgré les avancées qu'il fait faire au pays, son style de gouvernement dictatorial et son combat pour la modernisation de l'Iran en dépit des positions du clergé lui valent de grands ressentiments parmi la population.

### Seconde Guerre mondiale

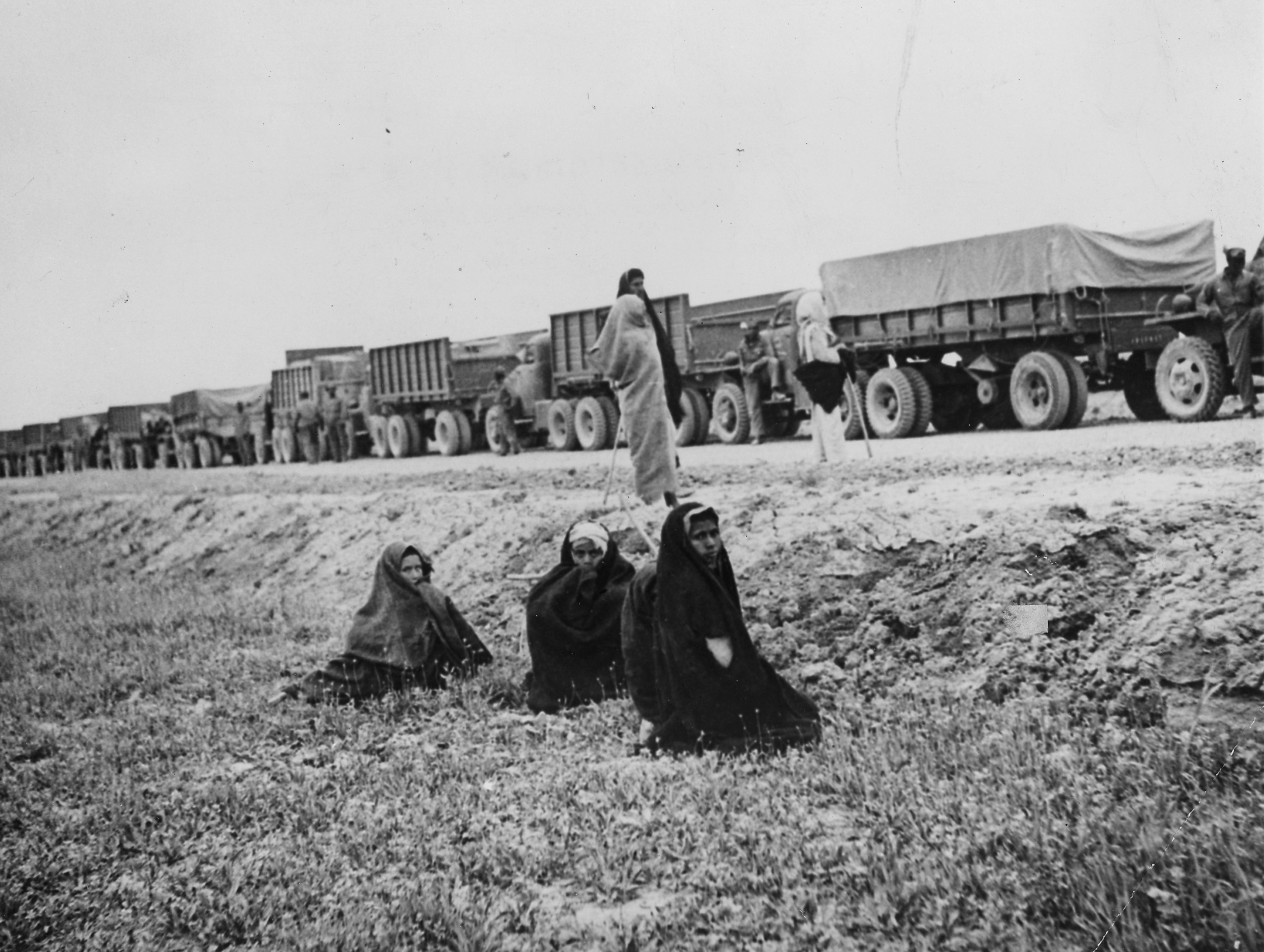
Convoi de munitions américaines à destination de l'URSS au cours de son passage en Iran en 1943.

Les rapprochements de Reza Shah avec l'Allemagne, cliente de son pétrole et utile à l'industrie du pays, inquiètent les Britanniques. Reza Shah, ayant déclaré la neutralité de l'Iran, refuse de se soumettre aux demandes d'aide ou d'assistance des alliés, ce qui pousse la Grande-Bretagne et l'URSS à envahir l'Iran le 25 août 1941. Reza Shah est forcé d'abdiquer en faveur de son fils Mohammad Reza Pahlavi et il est envoyé en exil jusqu'à sa mort en 1944. Mohammad Reza Pahlavi devient Shah d'Iran.
L'occupation de l'Iran bloque l'approvisionnement en pétrole de l'Allemagne et rapproche l'Iran des puissances alliées. L'Iran signe un traité tripartite avec la Grande-Bretagne et l'Union soviétique par lequel le pays accepte d'apporter une aide non-militaire à l'effort de guerre tandis que les deux autres alliés garantissent de respecter l'intégrité territoriale de l'Iran et de retirer leurs troupes au maximum six mois après la fin de la guerre mondiale. En septembre 1943, l'Iran déclare la guerre à l'Allemagne, ce qui lui permet de devenir membre des Nations unies. En novembre de la même année se tient la conférence de Téhéran pendant laquelle Churchill, Roosevelt et Staline réaffirment leur engagement à propos de l'indépendance de l'Iran.
Les effets de la guerre ont été déstabilisants pour l'Iran : pénurie de nourriture et d'autres produits de base, forte inflation, détérioration des conditions de vie pour les classes moyennes et basses alors que certains ont fait fortune en spéculant sur les produits difficiles à trouver, montée de sentiments nationalistes à cause de la présence des troupes étrangères, et augmentation de l'exode rural. Le pays s'étant libéré depuis la fin du règne de Reza Shah, l'activité politique et de la presse a fleuri ; particulièrement l'activité du parti communiste Tudeh qui a organisé les ouvriers.
Cette activité du parti Tudeh ajoutée à la présence de l'Union soviétique dans le pays a encore plus déstabilisé le pays. En septembre 1944, les Américains et les Soviétiques tentent de négocier des concessions pétrolières en Iran ; ce qui amène une forte propagande soviétique dans les provinces à majorité azérie.

### L'immédiate après guerre: la crise irano-soviétique et le gouvernement Mossadegh
À la fin de la Seconde Guerre mondiale, le principal problème concerne l'évacuation des troupes étrangères : un traité tripartite entre les États-Unis, la Grande-Bretagne et l'URSS prévoyait que leur départ s'effectuerait maximum six mois après la fin de la guerre, soit le 2 mars 1946. Une évacuation anticipée, exigée le 19 mai 1945 par le gouvernement iranien fut acceptée partiellement par les Britanniques : ceux-ci quittèrent Téhéran et mirent fin à certains pouvoirs (contrôles sur la radio ou sur la censure), mais restèrent dans la zone pétrolière du sud. À l'inverse, les soviétiques gardèrent leurs forces en substituant des milliers de civils aux militaires à Téhéran. En août 1945, le parti procommuniste Tudeh (devenu le Parti démocratique d'Azerbaïdjan en décembre 1945), mené par Jafar Pishevari, membre chevronné du Komintern, déclencha une révolte et fit occuper des bâtiments publics afin de réclamer la constitution d'un État Nation Azerbaïdjanais. Les forces russes empêchèrent alors toute intervention de la part de la gendarmerie iranienne. Ernest Bevin, chef du Foreign Office, reconnut la présence conjointe des troupes russes en Azerbaïdjan et des troupes anglaises dans le sud par une lettre du 19 septembre 1945. Les soviétiques gardèrent en fait le contrôle sur toutes les zones qu'ils occupaient depuis 1941, et y envoyèrent même des renforts. En novembre, le Parti démocrate Azerbaïdjanais réclama une autonomie totale et organisa des élections : une Assemblée nationale finit par proclamer le 12 décembre la création d'une république autonome d'Azerbaïdjan portant le nom de Gouvernement du peuple d'Azerbaïdjan et soutenue par l'URSS. Au même moment, le Parti démocratique du Kurdistan, mouvement autonomiste, crée la république de Mahabad au Kurdistan iranien, détachée de l'Azerbaïdjan. Qazi Muhammad en fut élu président de la République le 23 avril 1946. Ces deux républiques autonomes bénéficient du soutien de l'URSS, signant entre elles un traité d'alliance militaire et d'amitié, le 23 avril 1946. Les troupes soviétiques occupent des parties du Khorassan, du Gorgan, du Mazandéran et du Gilan.
Les Soviétiques refusant d'évacuer, arguant des droits que leur conférait un traité du 26 février 1921, l'Iran porta alors le problème devant le Conseil de sécurité des Nations unies de l'ONU qui se débarrassa de la question en suggérant des relations directes entre l'Iran et l'Union soviétique. Cet échec provoqua la démission trois jours plus tard du premier ministre iranien Ebrahim Hakimi le 28 janvier 1946, qui fut suivie de la nomination de son successeur, Ghavam os-Saltaneh, considéré comme partisan du Tudeh. Le nouveau Premier ministre, malgré un voyage à Moscou de février à mars, ne parvint pas à trouver d'accord. À la date d'évacuation prévue, le 2 mars 1946; seules les troupes anglaises et américaines évacuèrent, et pas les troupes soviétiques. Irrités par ce geste, l'Iran, la Grande-Bretagne et les États-Unis portèrent à nouveau la question au Conseil de sécurité de l'ONU. Le 26 mars, l'URSS proposa d'évacuer les 6 semaines suivantes à condition de la fin de la discussion du problème au Conseil de Sécurité. Le 4 avril 1946 eut lieu la conclusion d'un accord russo-iranien stipulant le départ des troupes soviétiques et la création d'une compagnie pétrolière irano-soviétique. Le statut de cette compagnie pétrolière prévoyait 51 % du capital pour l'URSS et 49 % pour l'Iran les 25 premières années, 50/50 pour les 25 années suivantes. Ce statut devait ensuite être ratifié par le Madjlis (parlement iranien).
La crise irano-soviétique, première de la guerre froide se termine en décembre 1946 ; en vue des élections législatives du Majles, Ghavam os-Saltaneh, premier ministre, envoie l'armée iranienne en Azerbaïdjan et au Kurdistan et les gouvernements républicains, qui ne sont plus soutenus par l'URSS, s'effondrent. La nouvelle législature, dominée par le Front national de Mossadegh fait passer une loi imposant au gouvernement d'exploiter lui-même ses ressources pétrolières.
L'influence soviétique diminue encore plus en 1947, quand l'Iran et les États-Unis signent un accord portant sur de l'aide et du conseil militaire afin d'entraîner l'armée iranienne. En février 1949, le Tudeh est accusé d'une tentative d'assassinat sur le Shah et est banni d'Iran. C'est à partir de cette époque que commence l'influence américaine en Iran. Le Parti pan-iraniste d'Iran, parti nationaliste fondé dans les années 1940, se divise en 1951 entre les partisans du shah (Mohsen Pezeshkpour) et ceux qui s'y opposent et soutiennent Mossadegh, Premier ministre depuis avril 1951. Ces derniers, dirigés par Dariush Forouhar (éphémère ministre en 1979), fondent alors le Parti de la nation d'Iran, libéral et nationaliste.
Mossadegh reçoit alors le soutien du clergé chiite (les ayatollahs Kachani, Taleghani, Zanjani (en), etc.) qui s'oppose à l'impérialisme et défend la nationalisation du pétrole. L'ayatollah Kachani est ainsi l'un de ses partisans les plus importants, avant qu'il ne se retourne contre Mossadegh, s'alliant avec le Shah, lorsque celui-là met en œuvre des réformes laïques.

### L'époque de Mohammad Reza Shah et l'influence américaine

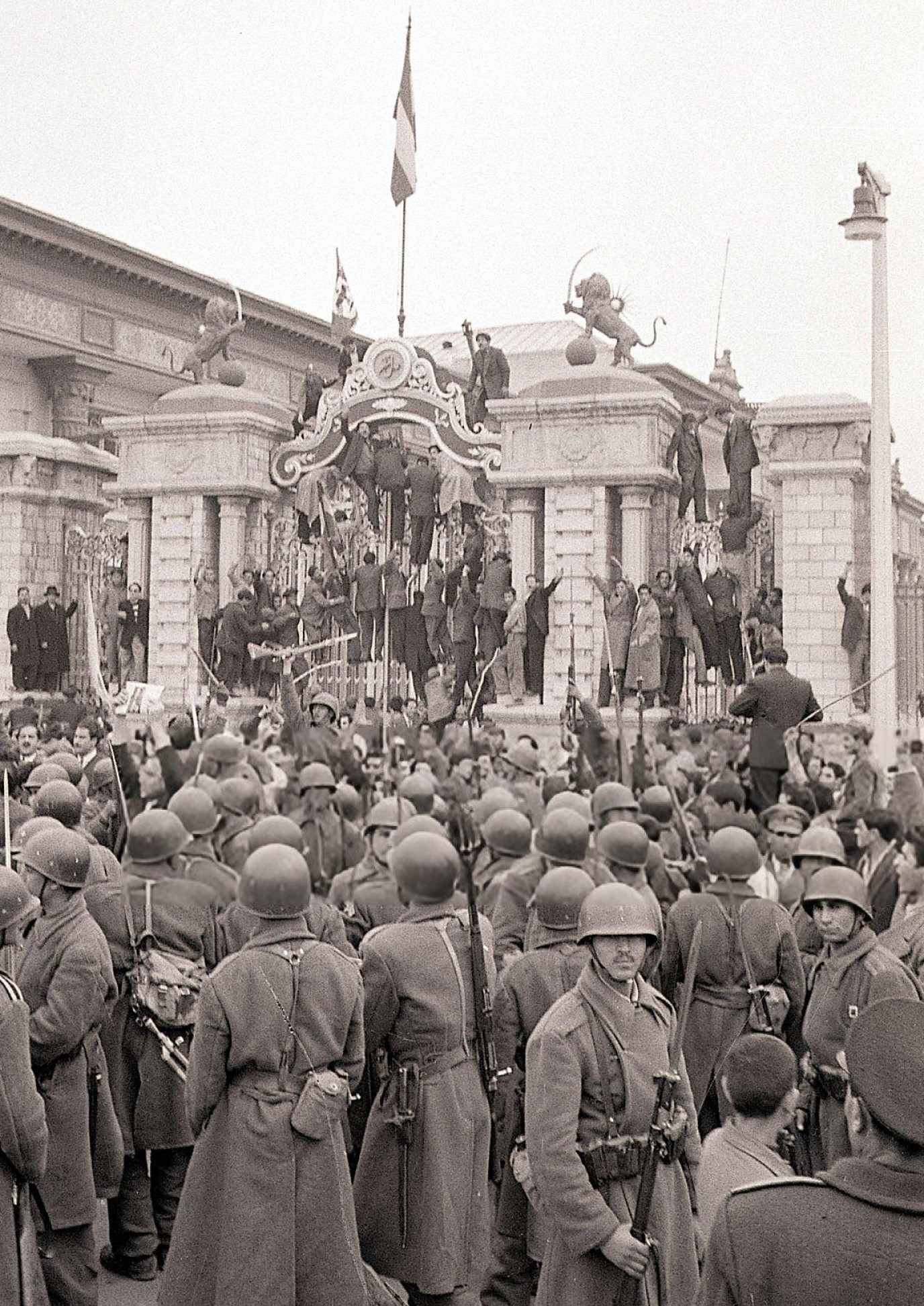
Soldats entourant le bâtiment de la Madjlis à Téhéran le 19 août 1953.

En 1953, le Premier ministre iranien Mohammad Mossadegh, qui entreprend la nationalisation du pétrole, est éloigné du pouvoir à la suite d'un complot orchestré par les services secrets britanniques et américains, l'opération Ajax, qui sera officiellement reconnu par les États-Unis en 2009, par Barack Obama[réf. nécessaire]. Après la chute de Mossadegh, Mohammad Reza Pahlavi met progressivement en place un régime autocratique et dictatorial fondé sur l'appui américain. De nombreux soldats, accusés d'être membres du Tudeh, le Parti communiste iranien, sont exécutés en 1955. L'Iran appartient alors au pacte de Bagdad et se trouve donc dans le camp américain pendant la guerre froide.
Le Shah essaie dans les années 1960 de créer un climat politique plus actif pour accélérer la modernisation de l'Iran. Il lève la loi martiale, en vigueur depuis le renversement de Mossadegh, en 1957, et autorise le bipartisme. Toutefois, les partis officiels ne parviennent pas à représenter efficacement la population, et le shah est contraint d'annuler les élections législatives de 1960, entachées de fraudes électorales. Il nomme alors l'éphémère Jafar Sharif-Emami, loyaliste, en tant que Premier ministre. À sa chute, il accepte de nommer Ali Amini, proche du président John F. Kennedy. Celui-ci desserre l'étau sur la société, et autorise à nouveau le Front national, parti fondé par Mossadegh.
L'OPEP est créée le 14 septembre 1960, lors de la Conférence de Bagdad, principalement à l'initiative du Shah d'Iran et du Venezuela pour pallier la baisse du prix du baril (moins de 5 dollars à l'époque). À l'origine, seuls cinq pays en étaient membres : l'Arabie saoudite, l'Iran, l'Irak, le Koweït et le Venezuela. Cette action sur le marché du pétrole permet au Shah de maîtriser au mieux les revenus du pétrole pour son pays. L'influence des compagnies américaines sur l'industrie pétrolière iranienne est si grande que Nelson Rockefeller put ainsi déclarer à Dwight D. Eisenhower en 1962 : « Nous avons pu nous assurer le contrôle total du pétrole iranien… À l'heure actuelle, le shah ne saurait entreprendre le moindre changement dans la composition de son gouvernement sans consulter notre ambassadeur accrédité auprès de lui  »
Le shah crée un nouveau parti politique, Iran Novin, « Nouvel Iran », loyal à la couronne, s'attirant le soutien de l'élite technocratique et des masses éduquées, afin de renforcer l'administration et l'économie du pays. Il nomme en 1962 un proche, Asadollah Alam, en tant que Premier ministre, et lance avec lui un programme de réformes, qu'il nomme révolution blanche, et qu'il soumet à référendum en janvier 1963. Ce parti remporte les élections parlementaires du 21e Madjlis en septembre 1963.
Au Madjlis, le gouvernement jouit d'une majorité confortable et l'opposition vote généralement dans le même sens que le gouvernement, à une exception près. C'est cette exception qui cause un fort ressentiment dans la population iranienne : la loi sur le statut des Forces, une mesure promulguée par le Premier ministre Hassan Ali Mansur, qui accordait l'immunité à tout le personnel militaire américain et à leurs familles sur le territoire et donc autorisant les Américains à être jugés par les États-Unis plutôt que par des tribunaux iraniens. Les parlementaires et le pays désavouent cette loi (émeutes de juin 1963). Khomeini, chef de file de l'opposition religieuse, libéré de son assignation à domicile depuis avril, dénonce cette loi devant une très grande assemblée à Qom, et expulsé en octobre 1964.
Bien que les conditions économiques s'améliorent, le pays n'a pas encore récupéré de la récession de 1959-1963, qui avait imposé des restrictions très fortes aux classes pauvres. Mansur propose des mesures d'économies, mais elles sont refusées et ce sont les entrées de devises provenant du secteur pétrolier qui permettent de faire tenir le pays.

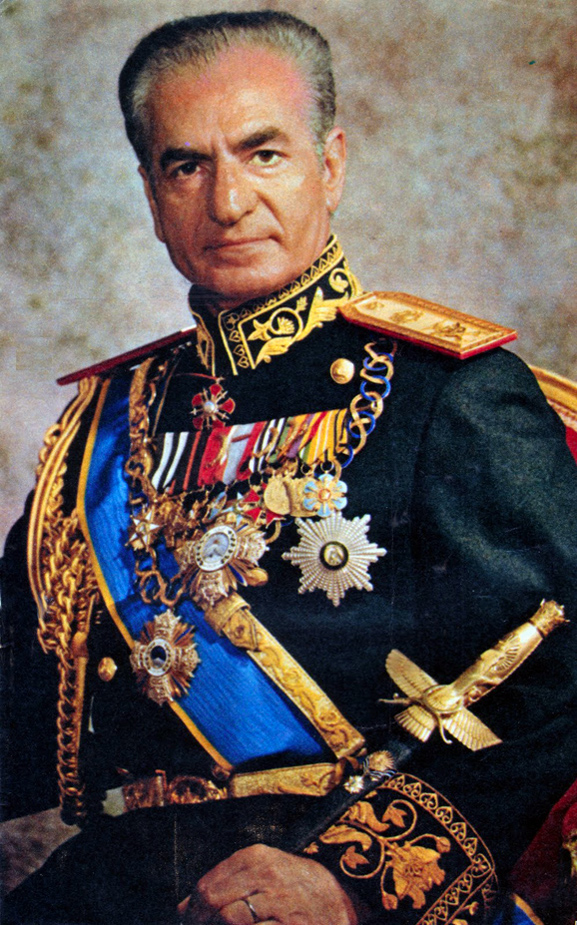
Mohammad Reza Pahlavi dans les années 1970.

Avec l'assistance étrangère, Mohammad Reza Pahlavi a été capable de maintenir la stabilité financière malgré l'assassinat de Mansour et une tentative d'assassinat sur sa personne le 21 janvier 1965 par un membre d'un groupe islamique lié à Khomeini,. Le shah est fragilisé, en 1966, par le mouvement de protestation en faveur des membres du Tudeh, dont de nombreuses personnalités importantes ont été arrêtées et condamnées à mort. Le Tudeh devint alors l'un des piliers de la résistance clandestine au régime.
En octobre 1967, le Shah se couronne lui-même, ainsi que la Shahbanou Farah. En 1971, l'Iran invite des dignitaires étrangers à Persépolis pour une célébration extrêmement fastueuse de 2500 ans de continuité monarchique en Iran (bien qu'il y ait tout de même eu quelques coupures). L'adulation excessive rendue à la personne du Shah provoque des sentiments adverses dans la population iranienne, sentiments qui sont exacerbés par un discours de Khomeini à ce sujet. Par la suite, en 1975, le Shah fait même voter une loi afin que le début du calendrier persan coïncide avec le début du règne de Cyrus plutôt qu'avec le début de l'ère islamique, ce qui est ressenti par certains comme une insulte aux sensibilités religieuses.
Sur le plan des relations internationales, le Shah utilise la baisse de la tension entre Est et Ouest pour améliorer ses relations avec l'URSS et prendre un rôle plus important dans le golfe Persique.
L'Iran soutient les royalistes pendant la guerre civile du Yémen (1962 - 1970). Il assiste le sultanat d'Oman en 1971 pour mater la rébellion au Dhofar et arrive à un accord avec la Grande-Bretagne à propos de l'indépendance de Bahreïn, qui était iranienne jusqu'en 1820 (Protectorat britannique). L'Iran garde tout de même la souveraineté sur les îles Tunb et Abu Moussa en les prenant de force sans que la Grande-Bretagne réagisse (toujours sujettes à désaccord).
L'incident des îles du golfe Persique pose un problème à l'Irak, qui rompt les relations diplomatiques avec Téhéran jusqu'à l'accord d'Alger en 1975, accord qui règle les questions de navigation sur le Chatt-el-Arab et de soutien de l'Iran à la rébellion kurde dans le nord de l'Irak.
Afin d'augmenter le rôle de l'Iran dans la région, Nixon autorise le Shah, à partir de 1972, à acheter n'importe quelle arme conventionnelle aux États-Unis ; inversement, les Iraniens autorisent les États-Unis à installer deux centres militaires pour surveiller les activités soviétiques.
Mohammad Reza Shah modernise l'industrie iranienne et, grâce aux revenus très importants du pétrole, l'Iran entre dans une période de prospérité fulgurante et de modernisation accélérée. La société iranienne, bouleversée dans ses racines, souffre du manque de moyens d'expression. Son règne autocratique, l'absence de liberté d'opinion et la répression violente des opposants conjugués à une occidentalisation rapide créent des mécontentements profonds, pour des raisons différentes, à la fois chez le clergé et parmi les mouvements intellectuels de gauche, et préparent le terrain à la révolution.

### La révolution iranienne (1979)

Emblème de la république islamique d'Iran.

Après des mois de protestations populaires et de manifestations contre le régime du Chah, Mohammad Reza Pahlavi quitte l'Iran le 16 janvier 1979. Le vendredi 8 septembre 1978, le shah avait décrété la loi martiale et lancé ses troupes sur une nouvelle manifestation : les soldats avaient tiré à vue pendant des heures. C'est le «  Vendredi noir », qui fit des centaines de victimes et constitua un point de non-retour dans la révolution. Le 1er février 1979, Rouhollah Khomeini revient en Iran après un exil de quinze ans en Turquie, en Irak puis enfin en France. Il renverse le gouvernement du Chah le 11 février. Bien que la destitution du Shah provoque de grandes manifestations de joie en Iran, de nombreux désaccords existent concernant le futur du pays. Alors que Khomeini est la figure politique la plus populaire, des dizaines de groupes révolutionnaires cherchent à s'imposer, chacun ayant sa propre vue concernant le futur de l'Iran. Il y avait des factions libérales, marxistes, anarchistes et laïques, ainsi qu'un large panorama de groupes religieux cherchant à modeler le futur de la société iranienne.
Les premières années voient le développement d'un gouvernement avec deux centres du pouvoir. Mehdi Bazargan devient premier ministre du gouvernement provisoire, et le mouvement pour la liberté travaille afin d'établir un gouvernement libéral laïc. Les religieux menés par Khomeini forment un centre séparé du pouvoir, le Parti de la république islamique, qui est majoritaire dans le Conseil révolutionnaire, un organe du pouvoir pendant la révolution, en l'absence de gouvernement intérimaire. Ces groupes essaient de coopérer, mais les tensions grandissent entre les deux factions.
Ce sont les théologiens qui sont les premiers à rétablir l'ordre dans le pays, les cellules révolutionnaires devenant des comités locaux (komiteh en persan). Connus sous le nom de Gardiens de la révolution à partir de mai 1979, ces groupes ont vite pris le pouvoir dans les gouvernements locaux dans tout l'Iran.
Finalement, un référendum est organisé qui met en place la république islamique telle que Khomeini la conçoit, dirigée par un guide suprême.
Le nouveau gouvernement est extrêmement conservateur. Il nationalise l'industrie, en particulier pétrolière, et rétablit les traditions islamiques dans la culture et la loi. L'influence occidentale est bannie et l'élite pro-occidentale est contrainte de suivre le chah en exil. De nombreuses frictions entre les différentes factions religieuses ont lieu et la répression brutale permet d'éliminer tous les opposants à la république islamique.

## La république islamique d'Iran (1979-présent)

Rouhollah Khomeini (1902-1989)

Khomeini a chargé le gouvernement provisoire de faire un brouillon de constitution. La première étape est la tenue d'un référendum les 30 et 31 mars 1979, qui a pour but de déterminer le nouveau système politique à établir. Khomeini rejette les demandes des divers groupes politiques d'offrir un large choix aux votants : la seule forme à apparaître sur le bulletin est la république islamique, et le vote ne se fait pas à bulletin secret. Le gouvernement rapporte une majorité écrasante de 98 % en faveur de la république islamique, qui est proclamée le 1er avril 1979.
Le régime de Khomeini présente une constitution le 18 juin 1979. À part l'établissement d'un régime présidentiel fort sur le modèle gaulliste, la constitution ne diffère pas de manière marquée de la constitution de 1906 et n'accorde pas au clergé un rôle important dans la nouvelle structure. Khomeini était prêt à soumettre ce projet de constitution au référendum du peuple ou à un conseil de 40 représentants qui pourraient donner des conseils mais pas modifier le document. Ironiquement, ce sont les partis de gauche qui l'ont rejeté. Une Assemblée des experts est créée le 18 août 1979 afin d'examiner la nouvelle constitution ; le clergé et les membres du Parti islamique républicain dominent cette assemblée, et ce sont eux qui modifient la constitution afin d'établir un État dominé par le clergé chiite.
En octobre 1979, quand il devient clair que la nouvelle constitution institutionnaliserait la domination du clergé sur l'État, le premier ministre Bazargan et les membres de son gouvernement essayent de persuader Khomeini de dissoudre l'Assemblée des experts, mais Khomeini refuse. Se sentant sans pouvoir et en désaccord avec la direction que prenait le pays, Mehdi Bazargan démissionne en novembre.
Le Conseil révolutionnaire prend les fonctions de premier ministre, en attendant les élections présidentielles et législatives. Les élections présidentielles se tiennent en janvier 1980, trois candidats sont en lice : Jalal od Din Farsi (Parti républicain islamique), Abolhassan Bani Sadr, associé à Khomeini, et l'amiral Ahmad Madani, commandant alors la marine iranienne. Bani Sadr est élu avec 76 % des votes en janvier 1980.
Soutenus par les Mujaheddin-e-Khalq (OMPI), des étudiants iraniens militants prennent d'assaut l'ambassade des États-Unis à Téhéran le 4 novembre 1979 et l'occupent jusqu'au 20 janvier 1981 (voir Crise iranienne des otages). L'administration Carter gèle les relations diplomatiques avec l'Iran, impose des sanctions économiques le 7 avril 1980 et tente sans succès une opération de secours un peu plus tard dans le mois. Le 24 mai, la Cour internationale de justice appelle à la libération des otages. Finalement, Ronald Reagan met fin à la crise le jour de son entrée en fonction, acceptant pratiquement tous les termes iraniens.
En 1981, les Mujaheddin-e-Khalq font exploser des bombes dans le bureau principal du parti de la république islamique et au bureau du premier ministre, tuant 70 officiels de haut rang, dont l'ayatollah Mohammad Beheshti (ministre de la justice), Mohammad Ali Radjaï (président), et Mohammad Javad Bahonar (Premier ministre).

### La guerre Iran-Irak (1980-1988)

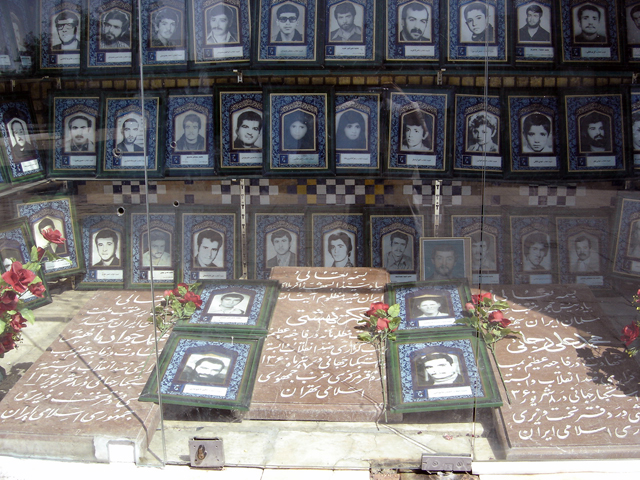
Cimetière d'Azéris tués pendant la guerre Iran-Iraq

Le 22 septembre 1980, l'Irak envahit l'Iran. La politique officielle des États-Unis cherche à isoler l'Iran. Les puissances occidentales, inquiètes de l'apparition de la république islamique iranienne, voyaient en l'Irak un pays qui pourrait évoluer vers la laïcité et le modernisme, en contrepoids à l'Iran. C'est pourquoi elles ne s'opposent pas dans un premier temps à la guerre Iran-Irak, allant jusqu'à la soutenir ensuite. C'est en particulier le cas de l'URSS, de la France et des États-Unis. Ironiquement, des membres de l'administration Reagan vendent secrètement des armes et des pièces détachées à l'Iran dans ce qui est connu sous le nom d'affaire Iran-Contra. Cependant, en dépit de la puissance militaire de l'Irak, le conflit s'enlise rapidement. Début 1981, les Iraniens contre-attaquent et parviennent à libérer l'essentiel du territoire iranien début 1982. En juin de cette même année, l'Irak décrète un cessez-le-feu, mais voit son territoire envahi le mois suivant.
La proclamation originelle de guerre de l'Iran se radicalise : il s'agit désormais de réduire la puissance de l'Irak, de destituer Saddam Hussein et de le remplacer par un régime islamique.
Avant la guerre, l'Iran et l'Irak comptaient sur leurs revenus pétroliers pour subvenir à leurs besoins militaires : 3,5 millions de barils par jour exportés pour l'Irak et 1,6 million pour l'Iran. Au début de 1980, les deux pays n'exportaient plus que 600 000 barils. En raison de cette diminution considérable, l'Irak dut recourir à l'aide de l'Arabie saoudite, entre autres.
En 1984 commencèrent les attaques systématiques d'installations pétrolières et de pétroliers par les deux camps.
En janvier 1987, l'Iran lance deux grandes offensives : Kerbala 5, à l'est de Bassorah, où Téhéran voulait établir un gouvernement provisoire de la République islamique irakienne, constitué des chefs des opposants chiites irakiens réfugiés en Iran ; Kerbala 6, à 150 kilomètres au nord de Bagdad en direction des grands barrages de l'Euphrate. Les pertes sont énormes de part et d'autre mais les forces iraniennes sont finalement bloquées.
En juillet 1987, l'Iran entreprend de contrôler la navigation maritime dans le golfe. Les navires koweïtiens sont alors placés sous pavillon des États-Unis.
La ligne de front se stabilise à la frontière commune, et malgré de nombreuses offensives de part et d'autre, il n'y a pas de percée majeure. Finalement, en 1988, l'armée irakienne reprend le dessus. L'Iran accepte finalement de respecter le cessez-le-feu exigé par la résolution 598 du conseil de sécurité de l'ONU (20 juillet 1987).
Des combats sévères ont lieu de 1979 au début des années 1990, et se poursuivent même parfois maintenant, à une échelle bien moindre, entre les nationalistes Kurdes et les forces communistes d'une part et l'armée iranienne d'autre part, jusqu'à faire perdre le contrôle de larges parties du Kurdistan iranien par le gouvernement iranien.

### Depuis la mort de Khomeini
Après la mort de Khomeini le 3 juin 1989, l'Assemblée des experts, un corps élu de religieux expérimentés, choisit le président sortant, l'ayatollah Ali Khamenei, comme Guide Suprême.
Pendant la Guerre du Golfe en 1991, le pays reste neutre, limitant son action à la condamnation des États-Unis et permettant à l'aviation irakienne de se poser en Iran et aux réfugiés irakiens de pénétrer son territoire.
Le président Hachemi Rafsandjani est réélu en 1993 avec une majorité plus faible (60,4 %); certains observateurs occidentaux attribuèrent ce score réduit au désenchantement dû à une économie mal en point. 
Mohammad Khatami, religieux modéré, succède à Rafsandjani en août 1997. Celui-ci doit mener le pays entre les exigences d'un gouvernement cherchant les réformes et une libéralisation modérée, et un clergé très conservateur. 
Cette faille atteint son paroxysme en juillet 1999, où des protestations massives contre le gouvernement ont lieu dans les rues de Téhéran. Les manifestations durent plus d'une semaine avant que la police et les forces gouvernementales ne dispersent la foule.
Khatami est réélu en juin 2001 et, après cela, les éléments conservateurs du gouvernement iranien œuvrent pour déstabiliser le mouvement réformateur, bannissant les journaux libéraux et disqualifiant les candidats aux élections parlementaires. Cette mainmise sur l'opposition, combinée avec l'échec de Khatami à réformer le gouvernement, cause une apathie grandissante parmi la jeunesse.
Le maire ultra-conservateur de Téhéran, Mahmoud Ahmadinejad est élu président en 2005 dans une élection qui vit la disqualification de plus de 1000 candidats par le Conseil des Gardiens. 
Son mandat se caractérise par des prises de position publique hostiles à l'égard d'Israël, l'arrêt des négociations sur le programme nucléaire de l'Iran et de plus grandes tensions avec les pays occidentaux.
Après l'élection d'Hassan Rohani à la présidence de la république islamique d'Iran en juin 2013 et son entrée en fonctions en août, l'Iran fait publiquement part de sa plus grande disposition à trouver un accord sur le programme nucléaire de l'Iran, alors que les sanctions prises par les pays occidentaux depuis plusieurs années portent leurs fruits. Fin novembre, un accord est trouvé entre Téhéran et le groupe 5 + 1 (États-Unis, Royaume-Uni, France, Chine, Russie + l'Allemagne), qui prévoit notamment que l'Iran n'enrichisse pas d'uranium à plus de 5 % pendant six mois, dilue la moitié de ses stocks actuels, suspende les usines de Natanz, Fordow et Arak sans construire de nouveaux sites d'enrichissement, alors que l'Agence internationale de l'énergie atomique (AIEA) aura désormais un accès quotidien et sans préavis à Natanz et Fordow. En contrepartie, les Occidentaux s'engagent à suspendre leurs sanctions économiques sur l'industrie, l'automobile, le commerce de l'or ou encore les exportations pétrochimiques, à ne pas essayer d'entraver encore plus la vente du pétrole iranien, en notant que ces levées sont « limitées, temporaires et ciblées » et peuvent à tout moment être annulées en cas de non-respect des engagements iraniens,.
Le 13 juillet 2015, un nouvel accord vient conclure les douze années de la crise dite du nucléaire iranien. L'Iran accepte des contrôles de l'AIEA, en échange d'une levée progressive des sanctions économiques.
Le 13 juin 2025, la guerre Iran-Israël commence et le 21 juin 2025, le gouvernement Trump II fait des Frappes américaines sur des sites nucléaires iraniens.

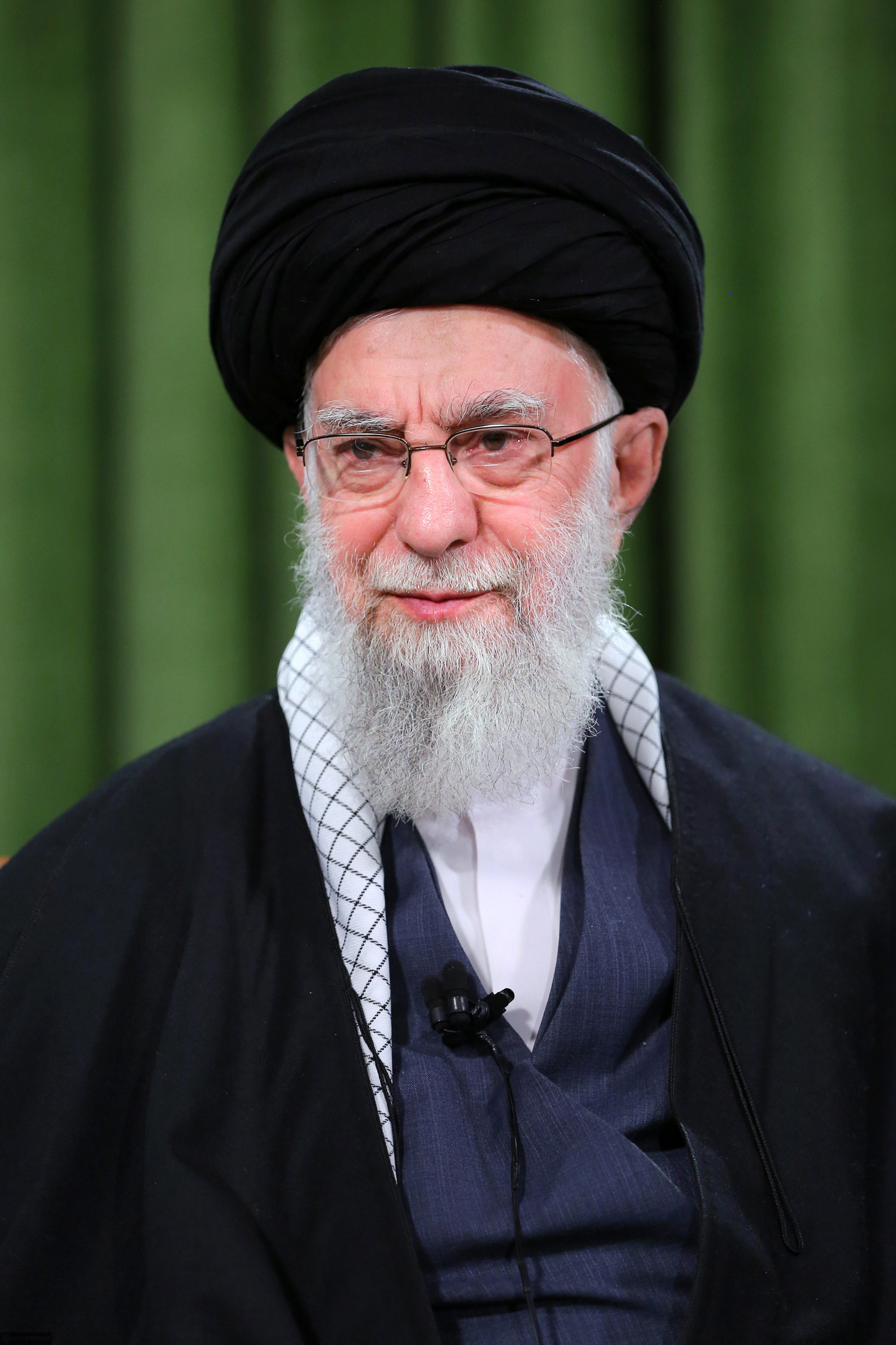
Ali Khamenei (1939-)
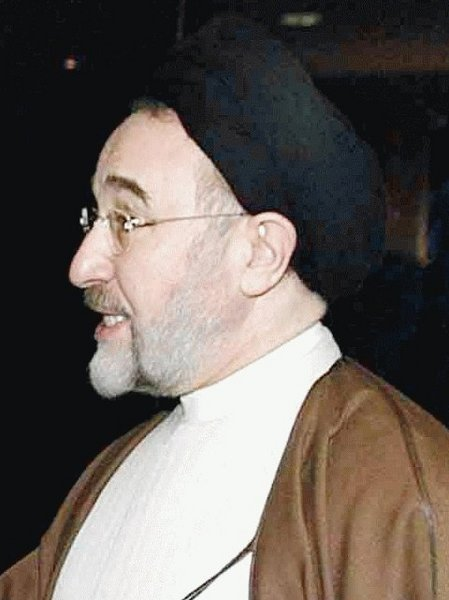
Mohammad Khatami (1943-)
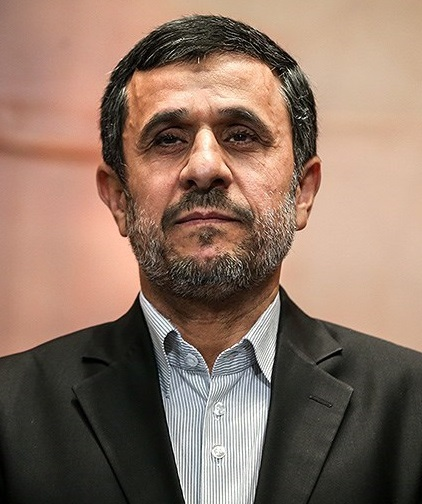
Mahmoud Ahmadinejad (1956-)
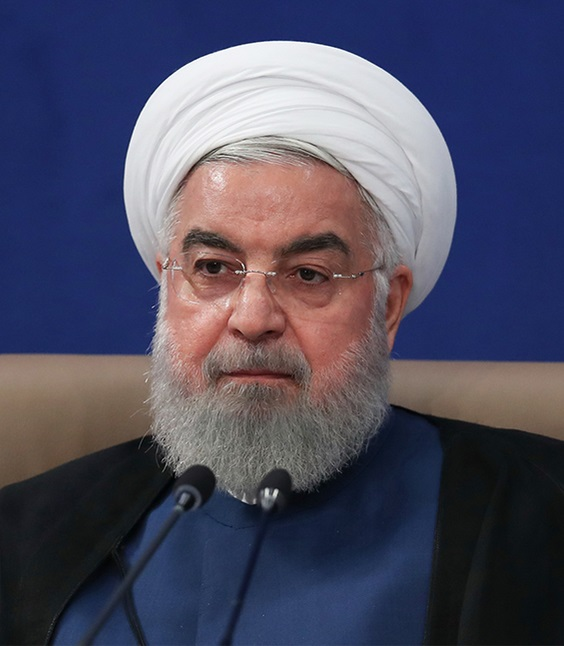
Hassan Rohani (1948-)

## Frise chronologique
|  |

#### Histoire

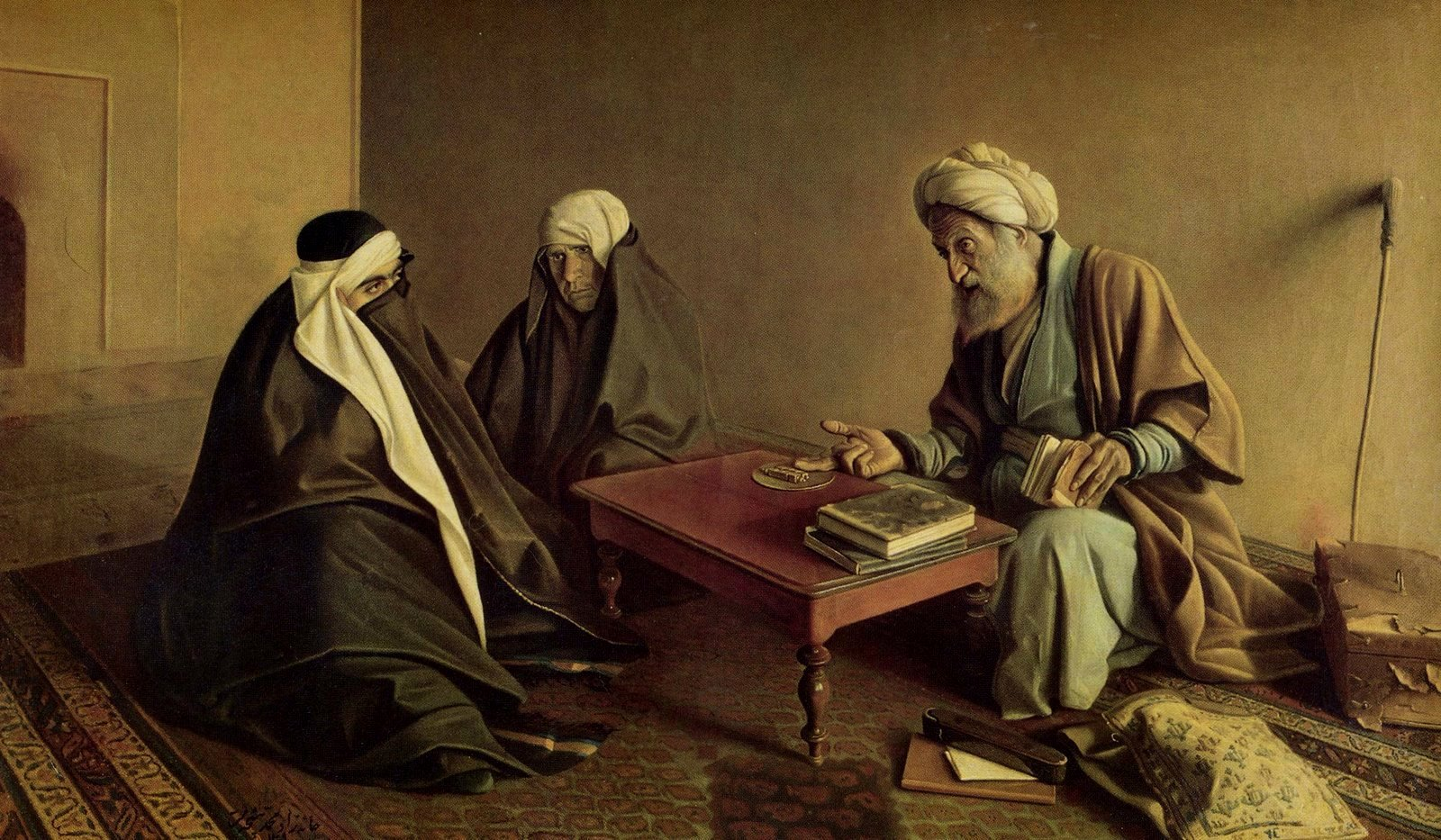
Le Devin prédit l'avenir (Kamal-ol-molk, 1892), musée de Sadabad de Téhéran. Exemple de vêtements au tournant du XIXe siècle et du XXe siècle.

- Art du relief rupestre dans l'Antiquité iranienne
- Empire perse, Achéménides (559-330 AEC), Sassanides (224–651)
- Séfévides (1501-1736), Afcharides (1736-1749), Dynastie Zand (1750-1794)
- Dynastie Qadjar (1789-1925), Dynastie Pahlavi (1925-1979), État impérial d'Iran (1925-1935)
- Révolution iranienne
- Histoire de l'Ouzbékistan, Histoire du Moyen-Orient
- Politique en Iran, constitution de l'Iran, élections en Iran
  - Guide de la Révolution, président de la république islamique d'Iran, Assemblée des experts
  - Politique étrangère de l'Iran
- Démographie de l'Iran
- Économie de l'Iran
- Histoire de la république islamique d'Iran (en)

#### Société
- Chiisme duodécimain
- Histoire des femmes en Iran
- Science et technologie en Iran

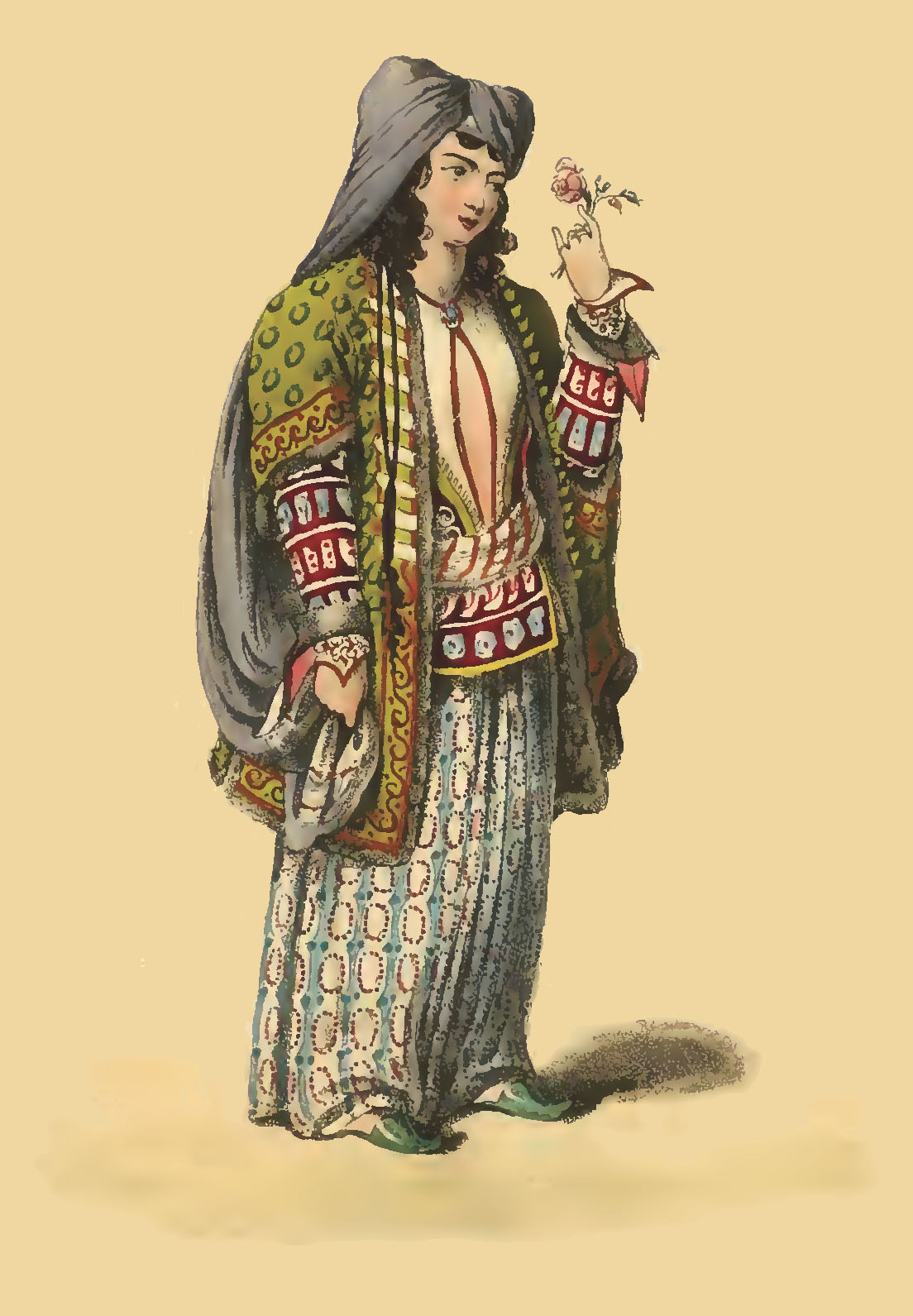
Jeune Persane par Robert Ker Porter (1818).

- Encyclopædia Iranica, projet du centre d'études iraniennes de l'université Columbia.
- Cahiers d'études sur la Méditerranée orientale et le monde turco-iranien, revue de sciences sociales et politiques.

#### Arts et artisanat
- Art iranien
- Art persan
- Art safavide, apogée dans l'art du livre et de l'architecture persans.
- Art qadjar
- Littérature persane
- Miniature persane
- Tapis persan
- Musique d'Iran